# Campionat del Món de gimnàstica artística de 2023
El Campionat del Món de gimnàstica artística de 2023 es celebra a Anvers, Bèlgica al Sportpaleis, des de 30 de setembre al 8 d'octubre 2023. Aquest és el tercer cop Antwerp acull l'esdeveniment; anteriorment van acollir el primers Campionats del Món el 1903 i de bell nou el 2013.
El campionat és un esdeveniment de classificació per als Jocs Olímpics de París de 2024. Els nou primers equips de les classificacions per equips masculins i femenins (sense incloure els equips classificats al Campionat del Món de l'any anterior) obtindran cinc places per a París com a equip. A més, nombroses gimnastes obtindran una plaça nominativa als Jocs Olímpics.

## Qualificació i quotes
La primera prova de classificació per als Campionats del Món de Gimnàstica Artística de 2023 va ser l'edició de 2022 de l'esdeveniment a Liverpool, Regne Unit, on els 8 millors equips van avançar tant en equips masculins com en el femení. Els 32 llocs d'equip restants (16 per gènere) es determinaven en diversos campionats continentals el 2023. Es van atorgar 20 places al Campionat d'Europa de gimnàstica artística de 2023; 4 als Campionat asiàtic de gimnàstica artística de 2023 i al Campionat panamericà de gimnàstica artística de 2023, i 2 al Campionat de gimnàstica artística d'Oceania de 2023 i el Campionat de gimnàstica artística africana de 2023. Així, tant la competició masculina com la femenina compten amb 24 equips.
Es van atorgar llocs individuals a les gimnastes amb millor classificació de les nacions que no havien classificat un equip complet al campionat. Aquests llocs es van determinar mitjançant el procés dels campionats continentals, amb 40 places masculines i 49 femenines assignades. Com que l'amfitrió Bèlgica va classificar un equip complet en ambdós esdeveniments, els seus llocs d'amfitrió assignats es van redistribuir a través del rànquing dels Campionats d'Europa, atorgant-los a l'islandès Valgard Reinhardsson i a la luxemburguesa Celeste Mordenti.
Les gimnastes individuals també van tenir l'oportunitat d'avançar als campionats com a especialistes en esdeveniments a través de la sèrie de la Copa del Món de gimnàstica artística FIG 2023. Hi havia 8 places disponibles a cada esdeveniment per a gimnastes que no pertanyessin a nacions que havien classificat un equip. En total, hi havia 48 places disponibles per a homes en sis aparells i 32 per a dones en quatre aparells. A través de totes les vies de classificació possibles, 208 homes i 201 dones estan programats per participar en la competició.

### Homes
| Esdeveniment                                                                | Equips qualificats                                                                                    |
| --------------------------------------------------------------------------- | --- |
| Campionat del Món de Gimnàstica Artística 2022 (8 millors equips)           | R.P. de la Xina · Japó · Gran Bretanya · Itàlia · Estats Units · Espanya · Brasil · Corea del Sud     |
| Campionat d'Europa de gimnàstica artística 2023 (10 millors equips)         | Turquia · Suïssa · Alemanya · França · Bèlgica · Ucraïna · Hongria · Romania · Països Baixos · Israel |
| Campionat d'Oceania de gimnàstica artística 2023 (equip millor classificat) | Austràlia                                                                                             |
| Campionats Panamericans de Gimnàstica Artística 2023 (2 millors equips)     | Colòmbia · Canadà                                                                                     |
| Campionat d'Àfrica de gimnàstica artística 2023 (equip millor classificat)  | Egipte                                                                                                |
| Campionat d'Àsia de gimnàstica artística 2023 (2 millors equips)            | Kazakhstan · Uzbekistan                                                                               |
| Total                                                                       | 24 |

| Esdeveniment                                                                                         | Individus classificats |
| --- | --- |
| Campionat d'Europa de gimnàstica artística de 2023 (23 millors classificat en l'exercici complet)    | Artur Davtyan Elias Koski Robert Tvorogal Oskar Kirmes Sofus Heggemsnes Nikolaos Iliopoulos Ilias Georgiou Ricardo Rudy Harald Wibye Ivan Tikhonov Ashkab Matiev Gytis Chasazyrovas Gagik Khachikyan Sebastian Gawroński Adam Steele Michalis Chari José Nogueira Kacper Garnczarek Petar Vefić Yordan Aleksandrov Kevin Penev Daniel Bago Marcus Stenberg |
| Reassignació de país amfitrió (el classificat individual més proper al Campionat d'Europa)           | Valgard Reinhardsson |
| Campionat d'Oceania de gimnàstica artística de 2023 (2 millors classificats a l'exercici complet)    | Mikhail Koudinov Ethan Dick |
| Campionats Panamerians de gimnàstica artística de 2023 (6 millors classificats a l'exercici complet) | Isaac Núñez Joel Álvarez Josue Perez Gines Santiago Mayol Rodrigo Gómez Diorges Escobar |
| Campionat d'Àfrica de gimnàstica artística 2023 (2 millors classificats a l'exercici complet)        | Hillal Metidji Hamza Hossaini |
| Campionat asiàtic de gimnàstica artística de 2023 (6 millors classificats a l'exercici complet)      | Carlos Yulo Văn Vĩ Lương Yeh Cheng Lee Chih-kai Usukhbayar Erkhembayar Yogeshwar Singh |
| Sèries de la Copa del Món de 2023 - Exercici de terra (8 millors en les finals)                      | Dominick Cunningham Filip Lidbeck Eamon Montgomery Kim Vanströem Neofytos Kyriakou Enkhtushin Damdindorj Guilherme Campos Akseli Karsikas |
| Sèries de la Copa del Món de 2023 — Cavall en arcs (8 millors en les finals)                         | Rhys McClenaghan Shiao Yu-jan Matvei Petrov Harutyun Merdinyan Filip Ude Ahmad Abu Al-Soud Dmitrijs Mickevičs Radomír Sliž |
| Sèries de la Copa del Món de 2023 - Anelles (8 millors en les finals)                                | Nikita Simonov Artur Avetisyan Vinzenz Höck Eleftherios Petrounias Yin Guan-li Vahagn Davtyan Sokratis Pilakouris Fabián de Luna |
| Sèries de la Copa del Món de 2023 - Salt (8 millors en les finals)                                   | Shek Wai Hung Ondřej Kalný Tseng Wei-sheng Dominick Cunningham Neofytos Kyriakou Audrys Nin Reyes Juancho Miguel Besana Sebastian Sponevik |
| Sèries de la Copa del Món de 2023 - Barres paral·leles (8 millors en les finals)                     | Ahmed-Riadh Aliouat Lin Guan-yi Stefanos Tsolakidis Audrys Nin Reyes Ričards Plate Sebastian Sponevik Fabián de Luna Quentin Brandenburger |
| Sèries de la Copa del Món de 2023 - Barra fixa (8 millors en les finals)                             | Tin Srbić Ivan Dejanović Neofytos Kyriakou Marios Georgiou Ričards Plate Lin Guan-yi Juancho Miguel Besana Ahmed-Riadh Aliouat |
| Total                                                                                                | 88 (40 AA + 48 COM) |

### Dones
| Esdeveniment                                                                        | Equips classificats                                                                                       |
| ----------------------------------------------------------------------------------- | --- |
| Campionat del Món de Gimnàstica Artística 2022 (8 millors equips)                   | Estats Units · Canadà · Brasil · Itàlia · R.P. de la Xina · Japó · França                                 |
| Campionat d'Europa de gimnàstica artística 2023 (10 millors equips)                 | Països Baixos · Hongria · Romania · Bèlgica · Espanya · Alemanya · Suècia · Finlàndia · Àustria · Txèquia |
| Campionat d'Oceania de gimnàstica artística 2023 (equip millor classificat)         | Austràlia                                                                                                 |
| Campionats Panamericans de Gimnàstica Artística 2023 (2 millors equips classificat) | Mèxic · Argentina                                                                                         |
| Campionat d'Àfrica de gimnàstica artística 2023 (millor equip classificat)          | Sud-àfrica                                                                                                |
| Campionat d'Àsia de gimnàstica artística 2023 (2 millors equips classificat)        | Corea del Sud · Xina Taipei                                                                               |
| Total                                                                               | 24 |

| Esdeveniment                                                                                         | Individus classificats |
| --- | --- |
| Campionat d'Europa de gimnàstica artística de 2023 (23 millors classfificats en l'exercici complet)  | Maria Tronrud Barbora Mokošová Emma Slevin Anna Lashchevska Lucija Hribar Camille Rasmussen Anny Wu Lena Bickel Sevgi Kayışoğlu Athanasia Mesiri Ana Filipa Martins Zala Trtnik Thelma Aðalsteinsdóttir Ilona Krupa Mafalda Costa Halle Hilton Lihie Raz Mari Kanter Margrét Kristinsdóttir Bengisu Yıldız Valērija Ratiboļska Kaja Skalska Anastasija Ananjeva |
| Reassignació de país amfitrió (el classificat individual més proper al Campionat d'Europa)           | Celeste Mordenti |
| Campionat d'Oceania de gimnàstica artistica de 2023 (2 millors classificats en l'exercici complet)   | Reece Cobb Madeleine Marshall |
| Campionats Panamericans de Gimnàstica Artística 2023 (11 millors classificats en l'exercici complet) | Olivia Kelly Karla Navas Ginna Escobar Betancur Alaís Perea Lynnzee Brown Makarena Pinto Adasme Yiseth Valenzuela Franchesca Santi Lana Herrera Ana Karina Méndez Anya Pilgram |
| Campionat d'Àfrica de gimnàstica artística 2023 (4 millors classificats en l'exercici complet)       | Kaylia Nemour Jana Abdelsalam Sandra Elsadek Lahna Salem |
| Campionat d'Àsia de gimnàstica artística 2023 (8 millors classificats en l'exercici complet)         | Rifda Irfanaluthfi Aleah Finnegan Dildora Aripova Milka Gehani Aida Bauyrzhanova Nadine Joy Nathan Kylee Kvamme Emma Yap |
| Sèries de la Copa del Món de 2023 - Salt (8 millors en les finals)                                   | Darya Yassinskaya Nazanin Teymurova Julie Erichsen Hillary Heron Katrīna Jureviča Bilge Tarhan Gulnaz Jumabekova Amina Khalimarden |
| Sèries de la Copa del Món de 2023 - Barres asimètriques (8 millors en les finals)                    | Yelyzaveta Hubareva Jana Mahmoud Julie Erichsen Magdalini Tsiori Zarith Khalid Hillary Heron Ameera Hariadi Derin Tanrıyaşükür |
| Sèries de la Copa del Món de 2023 - Barra d'equilibri (8 millors en les finals)                      | Nazanin Teymurova Yelyzaveta Hubareva Marie Rønbeck Angel Hiu Ying Wong Marta Pihan-Kulesza Mariana Parente Tina Zelčić Hillary Heron |
| Sèries de la Copa del Món de 2023 - Terra Exercise (8 millors en les finals)                         | Nazanin Teymurova Elvira Katsali Hillary Heron Darya Yassinskaya Trần Đoàn Quỳnh Nam Marie Rønbeck Mariana Parente Samira Gahramanova |
| Total                                                                                                | 81 (49 AA + 32 AS) |

1. 1 2 3 4 5 6 7 8 9 10  Gimnastes que han avançat pel recorregut de la sèrie de la Copa del Món de la FIG només poden competir en els esdeveniments en què s'han classificat, segons les regles de la FIG.

### Llistes d'equips

#### Homes
| Equip classificat | Gimnastes |
| ----------------- | --- |
| Japó              | Kenta Chiba Daiki Hashimoto Kazuma Kaya Kazuki Minami Teppei Miwa Suplent: Kaito Sugimoto                       |
| Regne Unit        | James Hall Harry Hepworth Jake Jarman Courtney Tulloch Max Whitlock Suplent: Luke Whitehouse                    |
| Estats Units      | Asher Hong Paul Juda Yul Moldauer Fred Richard Khoi Young Suplent: Colt Walker                                  |
| R.P. de la Xina   | Liu Yang Shi Cong Su Weide Sun Wei Yang Jiaxing You Hao                                                         |
| Itàlia            | Yumin Abbadini Nicola Bartolini Lorenzo Minh Casali Matteo Levantesi Mario Macchiati Suplent: Lorenzo Bonicelli |
| Espanya           | Néstor Abad Thierno Diallo Nicolau Mir Joel Plata Adriá Vera Rayderley Zapata                                   |
| Brasil            | Yuri Guimarães Arthur Mariano Tomás Rodrigues Patrick Sampaio Diogo Soares Arthur Zanetti                       |
| Corea del Sud     | Kan Hyun-bae Kim Jae-ho Lee Jung-hyo Lee Jun-ho Ryu Sung-hyun Seo Jung-won                                      |
| Turquia           | Ferhat Arıcan Adem Asil Emre Dodanli Mehmet Ayberk Kosak Ahmet Önder Kerem Şener                                |
| Suïssa            | Christian Baumann Luca Giubellini Florian Langenegger Noe Seifert Taha Serhani                                  |
| Alemanya          | Pascal Brendel Lukas Dauser Nils Dunkel Lucas Kochan Andreas Toba Suplent: Nick Klessing                        |
| França            | Kevin Carvalho Lucas Desanges Benjamin Osberger Léo Saladino Jim Zona Suplent: Cameron-Lie Bernard              |
| Bèlgica           | Glen Cuyle Nicola Cuyle Maxime Gentges Noah Kuavita Luka van den Keybus Suplent: Victor Martinez                |
| Ucraïna           | Nazar Chepurnyi Illia Kovtun Igor Radivilov Radomyr Stelmakh Oleg Verniaiev Suplent: Pantely Kolodii            |
| Hongria           | Krisztián Balázs Szabolcs Bátori Balázs Kiss Krisztofer Mészáros Botond Molnár Benedek Tomcsányi                |
| Romania           | Gabriel Burtănete Robert Burtănete Roland Modoianu Andrei Muntean Emilian Neagu Nicholas Tarca                  |
| Països Baixos     | Loran de Munck Bart Deurloo Jermain Grünberg Jordi Hagenaar Casimir Schmidt Suplent: Martijn de Veer            |
| Israel            | Artem Dolgopyat Pavel Gulidov Eliran Ioscovich Ilia Liubimov Alexander Myakinin Uri Zeidel                      |
| Austràlia         | Tyson Bull James Hardy Clay Mason Stephens Mitchell Morgans Vedant Sawant Suplent: Jesse Moore                  |
| Egipte            | Ahmed Abdelrahman Mohamed Afify Ahmed Elmaraghy Zaid Khater Abdelrahman Mahmoud Omar Mohamed                    |
| Colòmbia          | Dilan Jimenez Juan Larrahondo Andres Martinez Manuel Martinez Sergio Vargas                                     |
| Canadà            | Zachary Clay René Cournoyer Félix Dolci William Emard Jayson Rampersad Suplent: Ioannis Chronopoulos            |
| Kazakhstan        | Emil Akhmejanov Ilyas Azizov Milad Karimi Nariman Kurbanov Dmitriy Patanin Diyas Toishybek                      |
| Uzbekistan        | Rasuljon Abdurakhimov Abdulla Azimov Khabibullo Ergashev Utkirbek Juraev Abdulaziz Mirvaliev                    |

#### Dones
| Equip classificat | Gimnastes |
| ----------------- | --- |
| Estats Units      | Simone Biles Skye Blakely Shilese Jones Joscelyn Roberson Leanne Wong Suplent: Kayla DiCello                  |
| Regne Unit        | Ondine Achampong Ruby Evans Georgia-Mae Fenton Jessica Gadirova Alice Kinsella Suplent: Poppy-Grace Stickler  |
| Canadà            | Ellie Black Cassie Lee Ava Stewart Aurélie Tran Rose-Kaying Woo Suplent: Frédérique Sgarbossa                 |
| Brasil            | Rebeca Andrade Jade Barbosa Lorrane Oliveira Carolyne Pedro Flávia Saraiva Júlia Soares                       |
| Itàlia            | Angela Andreoli Arianna Belardelli Alice D'Amato Manila Esposito Elisa Iorio Suplent: Veronica Mandriota      |
| R.P. de la Xina   | Huang Zhuofan Ou Yushan Qiu Qiyuan Wu Ran Zhang Qingying Zhou Yaqin                                           |
| Japó              | Urara Ashikawa Kokoro Fukasawa Hatakeda Chiaki Kishi Rina Shoko Miyata Suplent: Ayaka Sakaguchi               |
| França            | Marine Boyer Lorette Charpy Mélanie de Jesus dos Santos Coline Devillard Djenna Laroui Morgane Osyssek-Reimer |
| Països Baixos     | Eythora Thorsdottir Vera van Pol Sanna Veerman Naomi Visser Sanne Wevers Suplent: Tisha Volleman              |
| Hongria           | Csenge Bácskay Lili Czifra Gréta Mayer Zója Székely Nikolett Szilágyi                                         |
| Romania           | Ana Bărbosu Lilia Cosman Amalia Ghigoarta Ella Oprea Andreea Preda Sabrina Voinea                             |
| Bèlgica           | Maellyse Brassart Fien Enghels Erika Pinxten Yléa Tollet Jutta Verkest Suplent: Margaux Dandois               |
| Espanya           | Laura Casabuena Laia Font Laia Masferrer Ana Pérez Alba Petisco Sara Pinilla                                  |
| Alemanya          | Meolie Jauch Emma Malewski Lea Marie Quaas Pauline Schäfer Karina Schönmaier Sarah Voss                       |
| Suècia            | Alva Eriksson Elina Grawin Tonya Paulsson Emelie Westlund Jennifer Williams Suplent: Maya Ståhl               |
| Finlàndia         | Misella Antila Ada Hautala Malla Montell Adeliina Siikala Kaia Tanskanen Olivia Vättö                         |
| Àustria           | Leni Bohle Bianca Frysak Selina Kickinger Carina Kröll Charlize Mörz Suplent: Jasmin Mader o Elisa Hämmerle   |
| Txèquia           | Sona Artamonova Klara Peterkova Dominika Ponizilova Lucie Trnkova Alice Vlkova                                |
| Austràlia         | Georgia Godwin Kate McDonald Ruby Pass Breanna Scott Emily Whitehead Suplent: Macy Pegoli                     |
| Sud-àfrica        | Caleigh Anders Naveen Daries Shanté Koti Garcelle Napier Caitlin Rooskrantz                                   |
| Mèxic             | Paulina Campos Natalia Escalera Cassandra Loustalot Alexa Moreno Ahtziri Sandoval Suplent: Greys Briceño      |
| Argentina         | Brisa Carraro Milagros Curti Lucila Estarli Nicole Iribarne Leila Martinez                                    |
| Corea del Sud     | Eom Do-hyun Lee Da-yeong Lee Yun-seo Shin Sol-yi Yeo Seo-jeong                                                |
| Xina Taipei       | Lai Pin-ju Liao Yi-chun Lin Yi-chen Ting Hua-tien Wu Sing-fen Suplent: Huang Tzu-hsing                        |

## Horari de competició
| Data                               | Sessió                    | Temps          | Subdivisions |
| ---------------------------------- | ------------------------- | -------------- | --- |
| Dissabte, 30 de setembre           | Qualificació masculina    | 10.00 DEL MATÍ | MAG: Subdivisió 1 Turquia, Grup 3 d'exercici complet, Gran Bretanya, Kazakhstan, Brasil, Grup 8 d'exercici complet                      |
| Dissabte, 30 de setembre           | Qualificació masculina    | 12:15 h        | MAG: Subdivisió 2 Grup 1 d'especialistes en aparells, Israel, Japó, Ucraïna, Bèlgica, Grup 2 d'especialistes en aparells                |
| Dissabte, 30 de setembre           | Qualificació masculina    | 16:00          | MAG: Subdivisió 3 Austràlia, Estats Units, Grup 6 d'exercici complet, Grup 5 d'exercici complet, Uzbekistan, Romania                    |
| Dissabte, 30 de setembre           | Qualificació masculina    | 18:15          | MAG: Subdivisió 4 Espanya, Grup 4 d'exercici complet, Països Baixos, República Popular de la Xina, Grup 10 d'exercici complet, Alemanya |
| Diumenge, 1 d'octubre              | Qualificació masculina    | 10.00 DEL MATÍ | MAG: Subdivisió 5 Egipte, Canadà, Grup 9 d'exercici complet, Colòmbia, Suïssa, Grup 7 d'exercici complet                                |
| Diumenge, 1 d'octubre              | Qualificació masculina    | 12:15 h        | MAG: Subdivisió 6 Itàlia, Corea del Sud, França, Grup 1 d'exercici complet, Grup 2 d'exercici complet, Hongria                          |
| Diumenge, 1 d'octubre              | Qualificació femenina     | 16:00          | WAG: Subdivisió 1 Itàlia, Països Baixos, Grup 2 d'especialistes en aparells, Grup 1 d'especialistes en aparells                         |
| Diumenge, 1 d'octubre              | Qualificació femenina     | 17:45          | WAG: Subdivisió 2 Xina Taipei, Estats Units, Grup 4 d'exercici complet, Grup 7 d'exercici complet                                       |
| Diumenge, 1 d'octubre              | Qualificació femenina     | 19:30 h        | WAG: Subdivisió 3 Grup 2 d'exercici complet, Gran Bretanya, Corea del Sud, Sud-àfrica                                                   |
| Dilluns, 2 d'octubre               | Qualificació femenina     | 10.00 DEL MATÍ | WAG: Subdivisió 4 Grup 1 d'exercici complet, Espanya, Bèlgica, Romania                                                                  |
| Dilluns, 2 d'octubre               | Qualificació femenina     | 11:30 h        | WAG: Subdivisió 5 Mèxic, Grup 9 d'exercici complet, Suècia, Grup 3 d'exercici complet                                                   |
| Dilluns, 2 d'octubre               | Qualificació femenina     | 13:00          | WAG: Subdivisió 6 Grup 6 d'exercici complet, Austràlia, Brasil, Grup 12 d'exercici complet                                              |
| Dilluns, 2 d'octubre               | Qualificació femenina     | 16:15          | WAG: Subdivisió 7 Grup 10 d'exercici complet, Àustria, Grup 5 d'exercici complet, Canadà                                                |
| Dilluns, 2 d'octubre               | Qualificació femenina     | 17:45          | WAG: Subdivisió 8 Alemanya, Hongria, Finlàndia, Grup 13 d'exercici complet                                                              |
| Dilluns, 2 d'octubre               | Qualificació femenina     | 19:45          | WAG: Subdivisió 9 Japó, República Xeca, Argentina, Grup 8 d'exercici complet                                                            |
| Dilluns, 2 d'octubre               | Qualificació femenina     | 21:15          | WAG: Subdivisió 10 França, Grup 14 d'exercici complet, Grup 11 d'exercici complet, República Popular Xina                               |
| Dimarts, 3 d'octubre               | Final per equips masculí  | 19:30 h        | 8 primers de la classificació |
| Dimecres, 4 d'octubre              | Final per equips femení   | 19:30 h        | 8 primers de la classificació |
| Dijous, 5 d'octubre                | Final individual masculí  | 19:30 h        | 24 primers de la classificació |
| Divendres, 6 d'octubre             | Final individual femenina | 19:30 h        | 24 primers de la classificació |
| Dissabte, 7 d'octubre              | Finals d'aparells         | 2:00 PM        | MAG : Terra, Cavall amb arcs, Anelles                                                                                                   |
| Dissabte, 7 d'octubre              | Finals d'aparells         | 2:00 PM        | WAG : Salt, barres asimètriques |
| Diumenge, 8 d'octubre              | Finals d'aparells         | 2:00 PM        | MAG : Salt, Barres paral·leles, Barra fixa                                                                                              |
| Diumenge, 8 d'octubre              | Finals d'aparells         | 2:00 PM        | WAG : Barra d'equilibri, terra |
| Llistat en hora local (UTC+02:00). |                           |                | |

## Resum de medalles

### Medallistes
Els noms en cursiva denoten l'equip alternatiu.
| Esdeveniment                       | Or | Plata | Bronze |
| Homes                              | | | |
| Equip detalls                      | Japó · Kenta Chiba · Daiki Hashimoto · Kazuma Kaya · Kazuki Minami · Kaito Sugimoto · Teppei Miwa            | R.P. de la Xina · Lin Chaopan · Liu Yang · Su Weide · Sun Wei · You Hao · Shi Cong                         | Estats Units · Asher Hong · Paul Juda · Yul Moldauer · Fred Richard · Khoi Young · Colt Walker                            |
| Concurs complet individual detalls | Daiki Hashimoto                                                                                              | Illia Kovtun                                                                                               | Fred Richard |
| Terra detalls                      | Artem Dolgopyat                                                                                              | Kazuki Minami                                                                                              | Milad Karimi |
| Cavall amb arcs detalls            | Rhys McClenaghan                                                                                             | Khoi Young                                                                                                 | Ahmad Abu Al-Soud |
| Anelles detalls                    | Liu Yang | Eleftherios Petrounias                                                                                     | You Hao |
| Salt detalls                       | Jake Jarman                                                                                                  | Khoi Young                                                                                                 | Nazar Chepurnyi |
| Barres paral·leles detalls         | Lukas Dauser                                                                                                 | Shi Cong                                                                                                   | Kaito Sugimoto |
| Barra fixa detalls                 | Daiki Hashimoto                                                                                              | Tin Srbić                                                                                                  | Su Weide |
| Dones                              | | | |
| Equip detalls                      | Estats Units · Simone Biles · Skye Blakely · Shilese Jones · Joscelyn Roberson · Leanne Wong · Kayla DiCello | Brasil · Rebeca Andrade · Jade Barbosa · Lorrane Oliveira · Flávia Saraiva · Júlia Soares · Carolyne Pedro | França · Marine Boyer · Lorette Charpy · Mélanie de Jesus dos Santos · Coline Devillard · Morgane Osyssek · Djenna Laroui |
| Concurs complet individual detalls | Simone Biles                                                                                                 | Rebeca Andrade                                                                                             | Shilese Jones |
| Salt detalls                       | Rebeca Andrade                                                                                               | Simone Biles                                                                                               | Yeo Seo-jeong |
| Barres asimètriques detalls        | Qiu Qiyuan                                                                                                   | Kaylia Nemour                                                                                              | Shilese Jones |
| Barra d'equilibri detalls          | Simone Biles                                                                                                 | Zhou Yaqin                                                                                                 | Rebeca Andrade |
| Terra detalls                      | Simone Biles                                                                                                 | Rebeca Andrade                                                                                             | Flávia Saraiva |

## Resultats masculins

### Equip
| Posició | Gimnasta            | Terra      | Cavall amb arcs | Anelles    | Salt       | Barres paral·leles | Barra fixa | Total   |
| ------- | ------------------- | ---------- | --------------- | ---------- | ---------- | ------------------ | ---------- | ------- |
| 1       | Japó                | 41.666 (4) | 41.532 (1)      | 41.499 (3) | 44.533 (2) | 44.432 (1)         | 41.932 (1) | 255.594 |
| 1       | Kenta Chiba         | 12.933     | 13.066          | 13.766     |            |                    | 13.566     | 255.594 |
| 1       | Daiki Hashimoto     | 14.300     | 14.266          |            | 14.900     | 14.866             | 14.366     | 255.594 |
| 1       | Kazuma Kaya         |            | 14.200          | 14.033     | 14.633     | 14.733             | 14.000     | 255.594 |
| 1       | Kazuki Minami       | 14.433     |                 |            | 15.000     |                    |            | 255.594 |
| 1       | Kaito Sugimoto      |            |                 | 13.700     |            | 14.833             |            | 255.594 |
| 2       | R.P. de la Xina     | 41.933 (3) | 40.866 (2)      | 43.832 (1) | 43.299 (4) | 44.365 (2)         | 39.499 (5) | 253.794 |
| 2       | Liu Yang            |            |                 | 15.000     |            |                    |            | 253.794 |
| 2       | Su Weide            | 14.100     |                 |            | 14.700     |                    | 11.166     | 253.794 |
| 2       | Sun Wei             | 14.033     | 14.266          | 13.966     | 14.866     | 14.733             | 14.200     | 253.794 |
| 2       | Lin Chaopan         | 13.800     | 13.200          |            | 13.733     | 14.666             | 14.133     | 253.794 |
| 2       | You Hao             |            | 13.400          | 14.866     |            | 14.966             |            | 253.794 |
| 3       | Estats Units        | 42.698 (1) | 39.633 (6)      | 41.466 (4) | 44.166 (3) | 43.166 (3)         | 41.299 (3) | 252.428 |
| 3       | Asher Hong          | 13.966     |                 | 14.000     | 15.100     | 14.200             |            | 252.428 |
| 3       | Paul Juda           |            |                 | 13.600     | 14.400     |                    | 13.933     | 252.428 |
| 3       | Yul Moldauer        | 14.366     | 13.533          | 13.866     |            | 14.933             |            | 252.428 |
| 3       | Fred Richard        | 14.366     | 12.500          |            |            | 14.033             | 14.533     | 252.428 |
| 3       | Khoi Young          |            | 13.600          |            | 14.666     |                    | 12.833     | 252.428 |
| 4       | Regne Unit          | 41.299 (6) | 40.432 (4)      | 41.666 (2) | 44.599 (1) | 42.432 (4)         | 39.033 (7) | 249.461 |
| 4       | James Hall          | 13.966     | 11.933          | 13.466     |            | 14.466             | 12.433     | 249.461 |
| 4       | Harry Hepworth      | 12.800     |                 | 14.100     | 14.866     |                    |            | 249.461 |
| 4       | Jake Jarman         | 14.533     | 13.233          |            | 15.400     | 14.166             | 13.200     | 249.461 |
| 4       | Courtney Tulloch    |            |                 | 14.100     | 14.333     |                    |            | 249.461 |
| 4       | Max Whitlock        |            | 15.266          |            |            | 13.800             | 13.400     | 249.461 |
| 5       | Suïssa              | 39.399 (8) | 40.165 (5)      | 39.899 (7) | 42.299 (7) | 41.232 (6)         | 41.432 (2) | 244.426 |
| 5       | Christian Baumann   |            |                 | 13.566     |            | 14.133             | 13.866     | 244.426 |
| 5       | Luca Giubellini     | 12.033     | 13.166          |            | 14.433     |                    |            | 244.426 |
| 5       | Florian Langenegger | 13.766     | 13.433          | 13.000     | 14.233     |                    |            | 244.426 |
| 5       | Noe Seifert         | 13.600     | 13.566          | 13.333     |            | 14.033             | 13.800     | 244.426 |
| 5       | Taha Serhani        |            |                 |            | 13.633     | 13.066             | 13.766     | 244.426 |
| 6       | Alemanya            | 41.466 (5) | 40.532 (3)      | 40.332 (6) | 41.432 (8) | 41.198 (7)         | 39.066 (6) | 244.026 |
| 6       | Pascal Brendel      | 14.000     | 13.566          | 12.766     | 14.100     | 13.566             | 13.800     | 244.026 |
| 6       | Lukas Dauser        |            |                 |            |            | 15.366             | 13.266     | 244.026 |
| 6       | Nils Dunkel         |            | 13.466          | 13.700     |            |                    |            | 244.026 |
| 6       | Nick Klessing       | 14.100     | 13.500          |            | 12.966     | 12.266             | 12.000     | 244.026 |
| 6       | Lucas Kochan        | 13.366     | 13.500          |            | 14.366     | 12.266             | 12.000     | 244.026 |
| 7       | Canadà              | 40.166 (7) | 39.066 (7)      | 41.066 (5) | 42.766 (6) | 41.799 (5)         | 38.165 (8) | 243.028 |
| 7       | Zachary Clay        |            | 14.200          |            |            |                    |            | 243.028 |
| 7       | René Cournoyer      | 12.600     | 11.033          | 13.533     | 14.400     | 13.666             | 13.866     | 243.028 |
| 7       | Félix Dolci         | 14.033     |                 | 13.733     | 14.333     | 14.100             | 14.033     | 243.028 |
| 7       | William Émard       | 13.533     |                 | 13.800     | 14.033     | 14.033             | 10.266     | 243.028 |
| 7       | Jayson Rampersad    |            | 13.833          |            |            |                    |            | 243.028 |
| 8       | Itàlia              | 41.999 (2) | 36.499 (8)      | 39.899 (7) | 43.299 (4) | 39.432 (8)         | 40.032 (4) | 241.160 |
| 8       | Yumin Abbadini      | 13.900     | 12.733          | 13.266     |            |                    | 14.033     | 241.160 |
| 8       | Nicola Bartolini    | 14.033     | 13.133          |            | 14.566     |                    |            | 241.160 |
| 8       | Lorenzo Minh Casali | 14.066     |                 | 13.500     | 14.400     | 12.900             |            | 241.160 |
| 8       | Matteo Levantesi    |            |                 |            |            | 12.366             | 13.166     | 241.160 |
| 8       | Mario Macchiati     |            | 10.633          | 13.133     | 14.333     | 14.166             | 12.833     | 241.160 |

### Concurs complet individual
| Posició | Gimnasta            | Terra  | Cavall amb arcs | Anelles | Salt   | Barres paral·leles | Barra fixa | Total  |
| ------- | ------------------- | ------ | --------------- | ------- | ------ | ------------------ | ---------- | ------ |
| 1       | Daiki Hashimoto     | 13.466 | 14.366          | 14.000  | 15.000 | 14.800             | 14.500     | 86.132 |
| 2       | Illia Kovtun        | 14.000 | 14.300          | 13.133  | 14.333 | 15.166             | 14.066     | 84.998 |
| 3       | Fred Richard        | 14.633 | 13.733          | 13.500  | 14.566 | 14.600             | 13.300     | 84.332 |
| 4       | Kenta Chiba         | 13.966 | 14.800          | 13.733  | 13.666 | 14.666             | 12.633     | 83.464 |
| 5       | Milad Karimi        | 14.366 | 13.000          | 12.966  | 14.233 | 14.100             | 14.266     | 82.931 |
| 6       | Yumin Abbadini      | 13.866 | 13.800          | 13.300  | 13.900 | 13.933             | 14.033     | 82.832 |
| 7       | Sun Wei             | 13.333 | 12.300          | 14.266  | 14.166 | 14.400             | 14.233     | 82.698 |
| 8       | Noe Seifert         | 13.833 | 13.566          | 13.366  | 14.100 | 14.766             | 12.800     | 82.431 |
| 9       | James Hall          | 13.600 | 13.300          | 13.566  | 13.733 | 14.666             | 13.466     | 82.331 |
| 10      | Diogo Soares        | 13.000 | 13.600          | 13.066  | 14.100 | 14.266             | 13.800     | 81.832 |
| 11      | Krisztofer Mészáros | 14.266 | 13.500          | 13.366  | 14.300 | 12.533             | 13.700     | 81.665 |
| 12      | René Cournoyer      | 13.566 | 12.600          | 13.766  | 13.700 | 13.933             | 13.800     | 81.365 |
| 13      | Jake Jarman         | 14.500 | 13.433          | 12.900  | 15.433 | 12.766             | 12.166     | 81.198 |
| 14      | Florian Langenegger | 13.433 | 13.466          | 12.900  | 14.233 | 13.866             | 13.033     | 80.931 |
| 15      | Mario Macchiati     | 13.466 | 13.433          | 13.100  | 14.466 | 13.200             | 13.000     | 80.665 |
| 16      | Lukas Dauser        | 11.966 | 13.033          | 12.933  | 13.733 | 15.400             | 13.366     | 80.431 |
| 17      | Casimir Schmidt     | 14.000 | 13.266          | 12.800  | 14.300 | 12.933             | 13.000     | 80.299 |
| 18      | Ilia Liubimov       | 13.200 | 13.700          | 12.400  | 13.966 | 13.533             | 13.366     | 80.165 |
| 19      | Asher Hong          | 13.733 | 12.333          | 13.833  | 13.866 | 14.466             | 11.833     | 80.064 |
| 21      | Luka van den Keybus | 13.600 | 9.666           | 12.900  | 14.500 | 14.200             | 13.500     | 78.366 |
| 20      | Thierno Diallo      | 13.366 | 13.300          | 13.000  | 14.133 | 13.833             | 12.300     | 79.932 |
| 22      | Ahmet Önder         | 13.800 | 9.933           | 13.133  | 14.533 | 12.866             | 14.066     | 78.331 |
| 23      | Lee Jun-ho          | 13.466 | 11.933          | 13.166  | 14.100 | 11.733             | 13.566     | 77.964 |
| 24      | Khabibullo Ergashev | 12.800 | 13.500          | 12.266  | 13.866 | 13.166             | 11.733     | 77.331 |

### Terra
| Classificació | Gimnasta        | Dif.  | Ex.   | Pen.  | Total  |
| ------------- | --------------- | ----- | ----- | ----- | ------ |
| 1             | Artem Dolgopyat | 6.400 | 8.466 |       | 14.866 |
| 2             | Kazuki Minami   | 6.500 | 8.166 |       | 14.666 |
| 3             | Milad Karimi    | 6.300 | 8.300 |       | 14.600 |
| 4             | Carlos Yulo     | 6.300 | 8.200 |       | 14.500 |
| 5             | Felix Dolci     | 6.000 | 8.400 |       | 14.400 |
| 6             | Harry Hepworth  | 6.400 | 8.166 | -0.20 | 14.333 |
| 7             | Daiki Hashimoto | 6.000 | 8.333 | -0.10 | 14.233 |
| 8             | Fred Richard    | 6.000 | 7.200 |       | 13.200 |

### Cavall amb arcs
| Classicació | Gimnasta           | Dif.  | Ex.   | Pen. | Total  |
| ----------- | ------------------ | ----- | ----- | ---- | ------ |
| 1           | Rhys McClenaghan   | 6.400 | 8.700 |      | 15.100 |
| 2           | Khoi Young         | 6.500 | 8.466 |      | 14.966 |
| 3           | Ahmad Abu Al-Soud  | 6.400 | 8.233 |      | 14.633 |
| 4           | Harutyun Merdinyan | 6.000 | 8.600 |      | 14.600 |
| 5           | Max Whitlock       | 6.900 | 7.400 |      | 14.300 |
| 6           | Kenta Chiba        | 6.100 | 8.100 |      | 14.200 |
| 7           | Nils Dunkel        | 6.200 | 7.566 |      | 13.766 |
| 8           | Lee Chih Kai       | 6.500 | 7.000 |      | 13.500 |

### Anelles
| Classicació | Gimnasta               | Dif.  | Ex.   | Pen. | Total  |
| ----------- | ---------------------- | ----- | ----- | ---- | ------ |
| 1           | Liu Yang               | 6.400 | 8.833 |      | 15.233 |
| 2           | Eleftherios Petrounias | 6.300 | 8.766 |      | 15.066 |
| 3           | You Hao                | 6.700 | 8.133 |      | 14.833 |
| 4           | Vahagn Davtyan         | 6.000 | 8.700 |      | 14.700 |
| 5           | Nikita Simonov         | 6.200 | 8.466 |      | 14.666 |
| 6           | Vinzenz Höck           | 6.100 | 8.466 |      | 14.566 |
| 7           | Artur Avetisyan        | 5.900 | 8.533 |      | 14.433 |
| 8           | Harry Hepworth         | 5.800 | 8.300 |      | 14.100 |

### Salt
| Posició | Gimnasta        | Salt 1 | Salt 1 | Salt 1 | Salt 1  | Salt 2 | Salt 2 | Salt 2 | Salt 2  | Total  |
| Posició | Gimnasta        | Dif.   | Ex.    | Pen.   | Punt. 1 | Dif.   | Ex.    | Pen.   | Punt. 2 | Total  |
| ------- | --------------- | ------ | ------ | ------ | ------- | ------ | ------ | ------ | ------- | ------ |
| 1       | Jake Jarman     | 6.000  | 9.400  |        | 15.400  | 5.600  | 9.100  |        | 14.700  | 15.050 |
| 2       | Khoi Young      | 5.600  | 9.433  |        | 15.033  | 5.400  | 9.266  |        | 14.666  | 14.849 |
| 3       | Nazar Chepurnyi | 5.600  | 9.233  |        | 14.833  | 5.600  | 9.200  | -0.10  | 14.700  | 14.766 |
| 4       | Igor Radivilov  | 5.600  | 9.300  |        | 14.900  | 5.600  | 9.000  |        | 14.600  | 14.750 |
| 5       | Paul Juda       | 5.600  | 9.100  | -0.10  | 14.600  | 5.200  | 9.300  |        | 14.500  | 14.550 |
| 6       | Artur Davtyan   | 5.600  | 8.666  | -0.30  | 13.966  | 5.600  | 9.533  |        | 15.133  | 14.549 |
| 7       | Harry Hepworth  | 5.600  | 9.033  | -0.10  | 14.533  | 5.600  | 9.033  | -0.30  | 14.333  | 14.433 |
| 8       | Kevin Penev     | 5.200  | 8.966  |        | 14.166  | 5.200  | 9.300  | -0.30  | 14.200  | 14.183 |

### Barres paral·leles
| Classicació | Gimnasta         | Dif.  | Ex.   | Pen. | Total  |
| ----------- | ---------------- | ----- | ----- | ---- | ------ |
| 1           | Lukas Dauser     | 6.600 | 8.800 |      | 15.400 |
| 2           | Shi Cong         | 6.300 | 8.766 |      | 15.066 |
| 3           | Kaito Sugimoto   | 6.300 | 8.700 |      | 15.000 |
| 4           | Kazuma Kaya      | 6.300 | 8.433 |      | 14.733 |
| 5           | Ilia Kovtun      | 6.400 | 8.233 |      | 14.633 |
| 6           | Asher Hong       | 6.400 | 8.466 |      | 14.466 |
| 7           | Matteo Levantesi | 6.400 | 7.466 |      | 13.866 |
| 8           | Yul Moldauer     | 6.300 | 6.833 |      | 13.133 |

### Barra fixa
| Classicació | Gimnasta        | Dif.  | Ex.   | Pen. | Total  |
| ----------- | --------------- | ----- | ----- | ---- | ------ |
| 1           | Daiki Hashimoto | 6.700 | 8.533 |      | 15.233 |
| 2           | Tin Srbić       | 6.100 | 8.600 |      | 14.700 |
| 3           | Su Weide        | 5.900 | 8.600 |      | 14.500 |
| 4           | Milad Karimi    | 6.300 | 8.133 |      | 14.433 |
| 5           | Paul Juda       | 5.400 | 8.700 |      | 14.100 |
| 6           | Arthur Mariano  | 6.200 | 7.333 |      | 13.533 |
| 7           | Kenta Chiba     | 5.400 | 7.300 |      | 12.700 |
| 8           | Félix Dolci     | 5.000 | 6.100 |      | 11.100 |

## Resultats femenins

### Equip
| Posició | Gimnasta                    | Salt       | Barres asimètriques | Barra d'equilibri | Terra      | Total   |
| ------- | --------------------------- | ---------- | ------------------- | ----------------- | ---------- | ------- |
| 1       | Estats Units                | 42.966 (1) | 43.265 (1)          | 39.600 (6)        | 41.898 (2) | 167.729 |
| 1       | Simone Biles                | 14.800     | 14.466              | 14.300            | 15.166     | 167.729 |
| 1       | Skye Blakely                |            | 14.166              |                   |            | 167.729 |
| 1       | Shilese Jones               | 14.100     | 14.633              | 13.600            | 13.566     | 167.729 |
| 1       | Joscelyn Roberson           |            |                     |                   |            | 167.729 |
| 1       | Leanne Wong                 | 14.066     |                     | 11.700            | 13.166     | 167.729 |
| 2       | Brasil                      | 42.666 (2) | 41.299 (5)          | 39.399 (8)        | 42.166 (1) | 165.530 |
| 2       | Rebeca Andrade              | 14.900     | 14.400              | 13.133            | 14.666     | 165.530 |
| 2       | Jade Barbosa                | 13.933     |                     |                   |            | 165.530 |
| 2       | Lorrane Oliveira            |            | 13.166              |                   |            | 165.530 |
| 2       | Flávia Saraiva              | 13.833     | 13.733              | 14.066            | 13.900     | 165.530 |
| 2       | Júlia Soares                |            |                     | 12.200            | 13.600     | 165.530 |
| 3       | França                      | 41.966 (3) | 41.399 (3)          | 41.066 (2)        | 39.633 (5) | 164.064 |
| 3       | Marine Boyer                | 13.266     | 12.866              | 13.733            | 12.633     | 164.064 |
| 3       | Lorette Charpy              |            | 14.133              |                   |            | 164.064 |
| 3       | Mélanie de Jesus dos Santos | 14.400     | 14.400              | 14.000            | 13.700     | 164.064 |
| 3       | Coline Devillard            | 14.300     |                     |                   |            | 164.064 |
| 3       | Morgane Osyssek-Reimer      |            |                     | 13.333            | 13.300     | 164.064 |
| 4       | R.P. de la Xina             | 39.099 (8) | 43.032 (2)          | 41.732 (1)        | 39.299 (6) | 163.162 |
| 4       | Huang Zhuofan               |            | 14.533              |                   |            | 163.162 |
| 4       | Ou Yushan                   |            | 13.766              | 13.933            | 12.066     | 163.162 |
| 4       | Qiu Qiyuan                  | 13.100     | 14.733              |                   | 13.400     | 163.162 |
| 4       | Zhang Qingying              | 13.166     |                     | 13.266            |            | 163.162 |
| 4       | Zhou Yaqin                  | 12.833     |                     | 14.533            | 13.833     | 163.162 |
| 5       | Itàlia                      | 41.632 (4) | 40.633 (6)          | 40.666 (4)        | 40.066 (4) | 162.997 |
| 5       | Angela Andreoli             |            |                     | 13.033            |            | 162.997 |
| 5       | Arianna Belardelli          | 13.766     |                     |                   | 13.133     | 162.997 |
| 5       | Alice D'Amato               | 14.166     | 13.200              |                   | 13.300     | 162.997 |
| 5       | Manila Esposito             | 13.700     | 13.400              | 14.133            | 13.633     | 162.997 |
| 5       | Elisa Iorio                 |            | 14.033              | 13.500            |            | 162.997 |
| 6       | Regne Unit                  | 41.166 (5) | 39.633 (7)          | 39.666 (5)        | 41.399 (3) | 161.864 |
| 6       | Ondine Achampong            | 14.166     |                     | 13.933            |            | 161.864 |
| 6       | Ruby Evans                  | 14.000     |                     |                   | 13.233     | 161.864 |
| 6       | Georgia-Mae Fenton          |            | 12.400              | 12.200            |            | 161.864 |
| 6       | Jessica Gadirova            | 13.000     | 13.700              | 13.533            | 14.533     | 161.864 |
| 6       | Alice Kinsella              |            | 13.533              |                   | 13.633     | 161.864 |
| 7       | Països Baixos               | 40.166 (6) | 41.332 (4)          | 39.532 (7)        | 38.533 (7) | 159.563 |
| 7       | Eythora Thorsdottir         | 13.700     | 13.266              | 13.633            | 13.300     | 159.563 |
| 7       | Vera van Pol                | 13.400     |                     |                   | 12.900     | 159.563 |
| 7       | Sanna Veerman               | 13.066     | 13.833              |                   |            | 159.563 |
| 7       | Naomi Visser                |            | 14.233              | 12.966            | 12.333     | 159.563 |
| 7       | Sanne Wevers                |            |                     | 12.933            |            | 159.563 |
| 8       | Japó                        | 39.500 (7) | 39.999 (8)          | 40.765 (3)        | 37.832 (8) | 157.496 |
| 8       | Urara Ashikawa              |            |                     | 13.766            |            | 157.496 |
| 8       | Kokoro Fukasawa             |            | 13.333              |                   |            | 157.496 |
| 8       | Chiaki Hatakeda             | 11.800     | 12.866              |                   | 12.866     | 157.496 |
| 8       | Rina Kishi                  | 13.900     |                     | 13.433            | 12.833     | 157.496 |
| 8       | Shoko Miyata                | 13.800     | 13.200              | 13.566            | 12.133     | 157.496 |

### Concurs complet individual
Competidores més gran i més jove
|             | Nom          | País  | Data de naixement | Edat     |
| ----------- | ------------ | ----- | ----------------- | -------- |
| La més jove | Kishi Rina   | Japó  | 23 setembre 2007  | 16 anys  |
| La més gran | Alexa Moreno | Mèxic | 8 agost 1994      | 29 years |

| Posició | Gimnasta                    | Salt   | Barres asimètriques | Barra d'equilibri | Terra  | Total  |
| ------- | --------------------------- | ------ | ------------------- | ----------------- | ------ | ------ |
| 1       | Simone Biles                | 15.100 | 14.333              | 14.433            | 14.533 | 58.399 |
| 2       | Rebeca Andrade              | 14.700 | 14.500              | 13.500            | 14.066 | 56.766 |
| 3       | Shilese Jones               | 14.233 | 14.633              | 14.066            | 13.400 | 56.332 |
| 4       | Qiu Qiyuan                  | 13.200 | 14.700              | 13.733            | 13.166 | 54.799 |
| 5       | Alice D'Amato               | 13.933 | 14.666              | 13.166            | 12.500 | 54.265 |
| 6       | Eythora Thorsdottir         | 13.833 | 13.433              | 13.566            | 13.266 | 54.098 |
| 7       | Alice Kinsella              | 13.766 | 13.600              | 13.433            | 13.233 | 54.032 |
| 8       | Kaylia Nemour               | 12.766 | 15.200              | 13.300            | 12.700 | 53.966 |
| 9       | Manila Esposito             | 13.766 | 14.166              | 12.866            | 13.100 | 53.898 |
| 10      | Mélanie de Jesus dos Santos | 14.066 | 12.500              | 13.466            | 13.833 | 53.865 |
| 11      | Kishi Rina                  | 13.800 | 12.966              | 13.533            | 12.900 | 53.199 |
| 12      | Naomi Visser                | 13.133 | 14.266              | 12.200            | 13.533 | 53.132 |
| 13      | Ondine Achampong            | 14.133 | 12.533              | 13.600            | 12.700 | 52.966 |
| 14      | Morgane Osyssek-Reimer      | 13.200 | 13.100              | 13.366            | 13.133 | 52.799 |
| 15      | Flávia Saraiva              | 13.833 | 12.633              | 14.033            | 12.200 | 52.699 |
| 16      | Ellie Black                 | 14.000 | 12.133              | 12.933            | 12.900 | 51.966 |
| 17      | Hatakeda Chiaki             | 12.966 | 13.166              | 13.133            | 12.600 | 51.865 |
| 18      | Alexa Moreno                | 13.966 | 12.966              | 12.600            | 12.233 | 51.765 |
| 19      | Lee Yun-seo                 | 12.733 | 13.766              | 12.333            | 12.900 | 51.732 |
| 20      | Georgia Godwin              | 13.600 | 13.500              | 12.266            | 12.333 | 51.699 |
| 21      | Filipa Martins              | 12.866 | 13.433              | 12.566            | 12.733 | 51.598 |
| 22      | Sarah Voss                  | 13.400 | 10.900              | 13.166            | 13.333 | 50.799 |
| 23      | Ana Bărbosu                 | 13.366 | 11.666              | 13.533            | 11.600 | 50.165 |
| 24      | Pauline Schäfer             | 12.733 | 12.933              | 13.566            | 10.700 | 49.932 |

### Salt
Competidores més gran i més jove
|             | Nom          | País  | Data de naixement | Edat    |
| ----------- | ------------ | ----- | ----------------- | ------- |
| La més jove | Shoko Miyata | Japó  | 24 setembre 2004  | 19 anys |
| La més gran | Alexa Moreno | Mèxic | 8 agost 1994      | 29 anys |

| Posició | Gimnasta         | Salt 1 | Salt 1 | Salt 1 | Salt 1  | Salt 2 | Salt 2 | Salt 2 | Salt 2  | Total  |
| Posició | Gimnasta         | Dif.   | Ex.    | Pen.   | Punt. 1 | Dif.   | Ex.    | Pen.   | Punt. 2 | Total  |
| ------- | ---------------- | ------ | ------ | ------ | ------- | ------ | ------ | ------ | ------- | ------ |
| 1       | Rebeca Andrade   | 5.600  | 9.400  |        | 15.000  | 5.000  | 9.500  |        | 14.500  | 14.750 |
| 2       | Simone Biles     | 6.400  | 8.533  | -0.50  | 14.433  | 5.600  | 9.066  |        | 14.666  | 14.549 |
| 3       | Yeo Seojeong     | 5.400  | 9.200  |        | 14.600  | 5.000  | 9.233  |        | 14.233  | 14.416 |
| 4       | Alexa Moreno     | 5.400  | 8.900  |        | 14.300  | 5.200  | 8.833  |        | 14.033  | 14.166 |
| 5       | Ellie Black      | 5.000  | 9.000  |        | 14.000  | 4.800  | 9.066  |        | 13.866  | 13.933 |
| 6       | Shoko Miyata     | 5.000  | 9.066  |        | 14.066  | 4.800  | 8.933  |        | 13.733  | 13.899 |
| 7       | Leanne Wong      | 5.000  | 9.100  |        | 14.100  | 4.200  | 8.733  | -0.10  | 12.833  | 13.466 |
| 8       | Csenge Bacskay   | 4.600  | 8.800  |        | 13.400  | 4.400  | 8.733  |        | 13.133  | 13.266 |
| 9       | Coline Devillard | 5.400  | 7.800  |        | 13.200  | 4.200  | 8.966  |        | 13.166  | 13.183 |

- Joscelyn Roberson es va retirar i va ser substituïda per la primera reserva  Ellie Black.
- Jessica Gadirova es va retirar i va ser substituït per la tercera reserva  Csenge Bácskay.
- Leanne Wong va ser afegida a la llista de sortida com la novena competidora després de presentar una apel·lació a la FIG pel que fa al límit de dos per país, després de la inclusió de Bácskay a la final.

### Barres asimètriques
Competidores més gran i més jove
|             | Nom           | País            | Data de naixement | Edat    |
| ----------- | ------------- | --------------- | ----------------- | ------- |
| La més jove | Zhuofan Huang | R.P. de la Xina | 6 juny 2007       | 16 anys |
| La més gran | Ellie Black   | Canadà          | 8 setembre 1995   | 28 anys |

| Classicació | Gimnasta       | Dif.  | Ex.   | Pen. | Total  |
| ----------- | -------------- | ----- | ----- | ---- | ------ |
| 1           | Qiu Qiyuan     | 6.700 | 8.400 |      | 15.100 |
| 2           | Kaylia Nemour  | 6.700 | 8.333 |      | 15.033 |
| 3           | Shilese Jones  | 6.300 | 8.466 |      | 14.766 |
| 4           | Zhuofan Huang  | 6.500 | 8.266 |      | 14.766 |
| 5           | Simone Biles   | 6.000 | 8.200 |      | 14.200 |
| 6           | Sanna Veerman  | 6.200 | 8.000 |      | 14.200 |
| 7           | Naomi Visser   | 6.000 | 8.166 |      | 14.166 |
| 8           | Ellie Black    | 5.700 | 8.100 |      | 13.800 |
| 9           | Lorette Charpy | 6.100 | 6.833 |      | 12.933 |

### Barra d'equilibri
| Classicació | Gimnasta        | Dif.  | Ex.   | Pen. | Total  |
| ----------- | --------------- | ----- | ----- | ---- | ------ |
| 1           | Simone Biles    | 6.500 | 8.300 |      | 14.800 |
| 2           | Zhou Yaqin      | 6.500 | 8.200 |      | 14.700 |
| 3           | Rebeca Andrade  | 6.000 | 8.300 |      | 14.300 |
| 4           | Sanne Wevers    | 5.900 | 8.200 |      | 14.100 |
| 5           | Urara Ashikawa  | 5.900 | 8.166 |      | 14.066 |
| 6           | Zhang Qingying  | 6.200 | 6.900 |      | 13.100 |
| 7           | Shilese Jones   | 5.600 | 7.333 |      | 12.933 |
| 8           | Pauline Schäfer | 5.400 | 7.500 | -0.1 | 12.800 |

### Terra
| Classicació | Gimnasta       | Dif.  | Ex.   | Pen.  | Total  |
| ----------- | -------------- | ----- | ----- | ----- | ------ |
| 1           | Simone Biles   | 6.700 | 8.033 | -0.10 | 14.633 |
| 2           | Rebeca Andrade | 6.100 | 8.400 |       | 14.500 |
| 3           | Flávia Saraiva | 5.700 | 8.266 |       | 13.966 |
| 4           | Sabrina Voinea | 6.000 | 7.766 |       | 13.766 |
| 5           | Shilese Jones  | 5.500 | 8.166 |       | 13.666 |
| 6           | Naomi Visser   | 5.600 | 8.000 | -0.30 | 13.300 |
| 7           | Zhou Yaqin     | 5.400 | 7.900 |       | 13.300 |
| 8           | Alice Kinsella | 4.900 | 7.766 |       | 12.666 |

## Qualificació

### Homes

#### Equip
| Posició | Gimnasta            | Terra       | Cavall amb arcs | Anelles     | Salt        | Barres paral·leles | Barra fixa  | Total   | Resultat |
| ------- | ------------------- | ----------- | --------------- | ----------- | ----------- | ------------------ | ----------- | ------- | -------- |
| 1       | Japó                | 43.166 (1)  | 42.099 (3)      | 41.666 (5)  | 42.965 (7)  | 44.666 (1)         | 43.666 (1)  | 258.228 | Q        |
| 1       | Kenta Chiba         | 13.900      | 14.700          | 13.666      | 14.333      | 14.700             | 14.500      | 258.228 | Q        |
| 1       | Daiki Hashimoto     | 14.500      | 13.266          | 13.700      | 14.366      | 14.600             | 15.000      | 258.228 | Q        |
| 1       | Kazuma Kaya         | 14.100      | 14.066          | 14.200      | 14.266      | 14.800             | 14.166      | 258.228 | Q        |
| 1       | Kazuki Minami       | 14.566      |                 |             | 14.033      |                    |             | 258.228 | Q        |
| 1       | Kaito Sugimoto      |             | 13.333          | 13.766      |             | 15.166             | 13.866      | 258.228 | Q        |
| 2       | Estats Units        | 43.133 (2)  | 42.366 (2)      | 41.699 (3)  | 44.432 (1)  | 44.399 (2)         | 38.599 (20) | 254.628 | Q        |
| 2       | Asher Hong          | 14.300      | 13.100          | 13.966      | 14.766      | 14.833             | 12.200      | 254.628 | Q        |
| 2       | Paul Juda           | 13.933      |                 | 13.733      | 14.866      |                    | 14.166      | 254.628 | Q        |
| 2       | Yul Moldauer        | 14.233      | 12.666          | 14.000      |             | 14.966             |             | 254.628 | Q        |
| 2       | Fred Richard        | 14.600      | 14.200          | 13.400      | 14.533      | 14.600             | 12.233      | 254.628 | Q        |
| 2       | Khoi Young          |             | 15.066          |             | 14.800      | 14.533             | 11.933      | 254.628 | Q        |
| 3       | Regne Unit          | 42.832 (4)  | 43.199 (1)      | 42.499 (2)  | 41.966 (18) | 43.165 (7)         | 40.532 (9)  | 254.193 | Q        |
| 3       | James Hall          | 13.966      | 14.033          | 13.833      | 13.500      | 14.466             | 13.833      | 254.193 | Q        |
| 3       | Harry Hepworth      | 14.500      |                 | 14.366      | 14.466      |                    |             | 254.193 | Q        |
| 3       | Jake Jarman         | 14.366      | 13.900          | 13.233      | 14.000      | 14.566             | 13.966      | 254.193 | Q        |
| 3       | Courtney Tulloch    | 12.133      | DNS             | 14.300      | 13.233      | 12.200             | DNS         | 254.193 | Q        |
| 3       | Max Whitlock        |             | 15.266          |             |             | 14.133             | 12.733      | 254.193 | Q        |
| 4       | Canadà              | 42.033 (8)  | 40.232 (10)     | 41.699 (3)  | 42.165 (17) | 41.799 (11)        | 41.332 (3)  | 249.260 | Q        |
| 4       | Zachary Clay        | 13.100      | 13.666          | 13.033      | 13.466      | 12.166             | 13.066      | 249.260 | Q        |
| 4       | René Cournoyer      | 13.500      | 12.933          | 13.666      | 14.233      | 13.800             | 13.866      | 249.260 | Q        |
| 4       | Félix Dolci         | 14.500      |                 | 13.900      | 14.466      | 14.233             | 14.133      | 249.260 | Q        |
| 4       | William Emard       | 14.033      | 12.666          | 14.133      | 9.500       | 13.766             | 13.333      | 249.260 | Q        |
| 4       | Jayson Rampersad    |             | 13.633          |             |             |                    |             | 249.260 | Q        |
| 5       | Alemanya            | 40.333 (19) | 41.133 (5)      | 40.466 (9)  | 42.365 (14) | 43.666 (3)         | 40.899 (6)  | 248.862 | Q        |
| 5       | Pascal Brendel      | 14.000      | 13.300          | 13.200      | 12.833      | 12.800             | 13.933      | 248.862 | Q        |
| 5       | Lukas Dauser        | 13.433      | 13.233          | 12.966      | 13.866      | 15.300             | 13.566      | 248.862 | Q        |
| 5       | Nils Dunkel         |             | 14.600          | 13.533      |             | 14.133             | 12.500      | 248.862 | Q        |
| 5       | Nick Klessing       | 12.233      |                 | 13.733      | 14.433      |                    |             | 248.862 | Q        |
| 5       | Lucas Kochan        | 12.900      | 13.100          |             | 14.066      | 14.233             | 13.400      | 248.862 | Q        |
| 6       | Itàlia              | 41.633 (11) | 39.900 (13)     | 40.166 (11) | 43.732 (3)  | 42.999 (8)         | 40.366 (12) | 248.796 | Q        |
| 6       | Yumin Abbadini      | 13.533      | 13.500          | 13.500      | 13.966      | 14.000             | 14.033      | 248.796 | Q        |
| 6       | Nicola Bartolini    | 14.400      | 12.933          |             | 14.666      |                    |             | 248.796 | Q        |
| 6       | Lorenzo Minh Casali | 13.600      | 13.200          | 13.566      | 14.566      | 14.000             | 13.133      | 248.796 | Q        |
| 6       | Matteo Levantesi    |             |                 | 12.333      |             | 14.833             | 12.500      | 248.796 | Q        |
| 6       | Mario Macchiati     | 13.633      | 13.200          | 13.100      | 14.500      | 14.166             | 13.200      | 248.796 | Q        |
| 7       | Suïssa              | 42.266 (5)  | 39.632 (14)     | 39.965 (15) | 42.998 (6)  | 42.699 (10)        | 40.632 (8)  | 248.192 | Q        |
| 7       | Christian Baumann   |             | 13.500          | 13.666      |             | 14.066             | 13.233      | 248.192 | Q        |
| 7       | Luca Giubellini     | 13.866      | 11.433          | DNS         | 14.366      |                    |             | 248.192 | Q        |
| 7       | Florian Langenegger | 14.200      | 13.366          | 12.933      | 14.266      | 13.866             | 13.233      | 248.192 | Q        |
| 7       | Noe Seifert         | 14.200      | 12.766          | 13.366      | 14.066      | 14.333             | 13.733      | 248.192 | Q        |
| 7       | Taha Serhani        | 11.700      |                 |             | 14.366      | 14.300             | 13.666      | 248.192 | Q        |
| 8       | R.P. de la Xina     | 40.833 (15) | 37.466 (20)     | 43.633 (1)  | 41.966 (18) | 43.366 (5)         | 40.899 (6)  | 248.163 | Q        |
| 8       | Liu Yang            | 13.033      |                 | 15.200      | 13.133      |                    |             | 248.163 | Q        |
| 8       | Shi Cong            | DNS         | 13.600          | DNS         | 13.500      | 14.900             | 13.133      | 248.163 | Q        |
| 8       | Su Weide            | 14.200      | 10.900          |             | 14.266      | DNS                | 14.300      | 248.163 | Q        |
| 8       | Sun Wei             | 13.600      | 12.966          | 13.633      | 14.200      | 14.233             | 13.466      | 248.163 | Q        |
| 8       | You Hao             |             | DNS             | 14.800      |             | 14.233             | 10.600      | 248.163 | Q        |
| 9       | Espanya             | 42.965 (3)  | 40.200 (11)     | 40.066 (12) | 41.600 (23) | 43.232 (6)         | 39.732 (15) | 247.795 | R1       |
| 9       | Néstor Abad         | 14.166      | 13.100          | 13.600      | 13.200      | 13.800             | 13.033      | 247.795 | R1       |
| 9       | Thierno Diallo      | 13.633      | 13.600          | 13.300      | 14.00       | 14.366             | 11.900      | 247.795 | R1       |
| 9       | Nicolau Mir         | 14.333      | 12.766          |             | 13.100      | 14.433             | 13.633      | 247.795 | R1       |
| 9       | Joel Plata          |             | 13.500          | 13.033      |             | 14.433             | 13.066      | 247.795 | R1       |
| 9       | Rayderley Zapata    | 14.466      |                 | 13.166      | 14.400      |                    |             | 247.795 | R1       |
| 10      | Turquia             | 42.232 (6)  | 39.432 (15)     | 41.332 (6)  | 42.732 (9)  | 41.465 (14)        | 40.499 (10) | 247.692 | R2       |
| 10      | Ferhat Arıcan       |             | 13.600          |             | 13.866      | 13.766             | 12.733      | 247.692 | R2       |
| 10      | Adem Asil           | 13.800      | 12.866          | 14.166      | 14.566      | 13.866             | 13.366      | 247.692 | R2       |
| 10      | Emre Dodanli        | 14.166      |                 | 12.666      | 14.000      | 13.833             | 13.533      | 247.692 | R2       |
| 10      | Mehmet Ayberk Kosak | 13.766      | 11.300          | 13.766      |             |                    |             | 247.692 | R2       |
| 10      | Ahmet Önder         | 14.266      | 12.966          | 13.400      | 14.166      | 12.766             | 13.600      | 247.692 | R2       |
| 11      | Països Baixos       | 40.566 (18) | 40.699 (8)      | 40.233 (10) | 42.632 (11) | 40.766 (18)        | 41.132 (4)  | 246.028 | R3       |
| 11      | Loran de Munck      |             | 14.466          | 13.000      |             | 12.666             |             | 246.028 | R3       |
| 11      | Bart Deurloo        | 11.266      |                 | 13.300      | 14.100      |                    | 14.100      | 246.028 | R3       |
| 11      | Jermain Grünberg    | 13.733      | 10.500          | 12.933      | 13.700      | 14.500             | 13.666      | 246.028 | R3       |
| 11      | Jordi Hagenaar      | 13.300      | 13.100          |             | 14.166      | 12.333             | 13.366      | 246.028 | R3       |
| 11      | Casimir Schmidt     | 13.533      | 13.133          | 13.933      | 14.366      | 13.600             | 13.266      | 246.028 | R3       |
| 12      | Ucraïna             | 39.899 (21) | 40.799 (6)      | 40.065 (13) | 44.065 (2)  | 43.533 (4)         | 37.100 (22) | 245.461 | R4       |
| 12      | Nazar Chepurnyi     | 12.266      | 12.633          | 12.966      | 14.966      | 11.600             | 12.700      | 245.461 | R4       |
| 12      | Illia Kovtun        | 13.133      | 14.366          | 13.133      | 14.266      | 15.233             | 11.800      | 245.461 | R4       |
| 12      | Igor Radivilov      |             |                 | 13.966      | 14.833      |                    |             | 245.461 | R4       |
| 12      | Radomyr Stelmakh    | 13.233      | 13.800          |             |             | 13.500             | 10.933      | 245.461 | R4       |
| 12      | Oleg Verniaiev      | 13.533      | 12.000          | 12.866      | 13.366      | 14.800             | 12.600      | 245.461 | R4       |

#### Concurs complet individual
| Posició | Gimnasta            | Terra  | Cavall amb arcs | Anelles | Salt   | Barres paral·leles | Barra fixa | Total  | Resultat |
| ------- | ------------------- | ------ | --------------- | ------- | ------ | ------------------ | ---------- | ------ | -------- |
| 1       | Kenta Chiba         | 13.900 | 14.700          | 13.666  | 14.333 | 14.700             | 14.500     | 85.799 | Q        |
| 2       | Kazuma Kaya         | 14.100 | 14.066          | 14.200  | 14.266 | 14.800             | 14.166     | 85.598 | Q        |
| 3       | Daiki Hashimoto     | 14.500 | 13.266          | 13.700  | 14.366 | 14.600             | 15.000     | 85.432 | –        |
| 4       | Jake Jarman         | 14.366 | 13.900          | 13.233  | 14.000 | 14.566             | 13.966     | 84.031 | Q        |
| 5       | James Hall          | 13.966 | 14.033          | 13.833  | 13.500 | 14.466             | 13.833     | 83.631 | Q        |
| 6       | Fred Richard        | 14.600 | 14.200          | 13.400  | 14.533 | 14.600             | 12.233     | 83.566 | Q        |
| 7       | Milad Karimi        | 14.500 | 12.200          | 13.166  | 14.566 | 14.200             | 14.600     | 83.232 | Q        |
| 8       | Asher Hong          | 14.300 | 13.100          | 13.966  | 14.766 | 14.833             | 12.200     | 83.165 | Q        |
| 9       | Artem Dolgopyat     | 15.100 | 13.500          | 12.833  | 14.400 | 13.866             | 13.300     | 82.999 | Q        |
| 10      | Adem Asil           | 13.800 | 12.866          | 14.166  | 14.566 | 13.866             | 13.366     | 82.630 | Q        |
| 11      | Yumin Abbadini      | 13.533 | 13.500          | 13.500  | 13.966 | 14.000             | 14.033     | 82.532 | Q        |
| 12      | Noe Seifert         | 14.200 | 12.766          | 13.366  | 14.066 | 14.333             | 13.733     | 82.464 | Q        |
| 13      | Lukas Dauser        | 13.433 | 13.233          | 12.966  | 13.866 | 15.300             | 13.566     | 82.364 | Q        |
| 14      | Sun Wei             | 13.600 | 12.966          | 13.633  | 14.200 | 14.233             | 13.466     | 82.098 | Q        |
| 15      | Lorenzo Minh Casali | 13.600 | 13.200          | 13.566  | 14.566 | 14.000             | 13.133     | 82.065 | Q        |
| 16      | Artur Davtyan       | 13.233 | 13.833          | 13.833  | 15.033 | 13.200             | 12.900     | 82.032 | Q        |
| 17      | René Cournoyer      | 13.500 | 12.933          | 13.666  | 14.233 | 13.800             | 13.866     | 81.998 | Q        |
| 18      | Krisztofer Mészáros | 14.200 | 13.500          | 13.700  | 14.133 | 14.200             | 12.200     | 81.933 | Q        |
| 19      | Illia Kovtun        | 13.133 | 14.366          | 13.133  | 14.266 | 15.233             | 11.800     | 81.931 | Q        |
| 20      | Florian Langenegger | 14.200 | 13.366          | 12.933  | 14.266 | 13.866             | 13.233     | 81.864 | Q        |
| 21      | Casimir Schmidt     | 13.533 | 13.133          | 13.933  | 14.366 | 13.600             | 13.266     | 81.831 | Q        |
| 22      | Mario Macchiati     | 13.633 | 13.200          | 13.100  | 14.500 | 14.166             | 13.200     | 81.799 | –        |
| 23      | Lee Jun-ho          | 13.633 | 12.666          | 13.566  | 14.300 | 14.000             | 13.500     | 81.665 | Q        |
| 24      | Ilia Liubimov       | 13.633 | 13.900          | 12.466  | 14.033 | 13.933             | 13.433     | 81.398 | Q        |
| 25      | Ahmet Önder         | 14.266 | 12.966          | 13.400  | 14.166 | 12.766             | 13.600     | 81.164 | Q        |
| 26      | Diogo Soares        | 12.866 | 13.766          | 13.000  | 14.033 | 14.233             | 13.166     | 81.064 | Q        |
| 27      | Néstor Abad         | 14.166 | 13.100          | 13.600  | 13.200 | 13.800             | 13.033     | 80.899 | R1       |
| 28      | Thierno Diallo      | 13.633 | 13.600          | 13.300  | 14.000 | 14.366             | 11.900     | 80.799 | R2       |
| 29      | Luka van den Keybus | 13.933 | 12.066          | 12.800  | 14.400 | 14.366             | 13.233     | 80.798 | R3       |
| 30      | Andrei Muntean      | 13.633 | 11.666          | 13.500  | 14.500 | 14.400             | 12.966     | 80.665 | R4       |

#### Exercici de terra
| Posició | Gimnasta         | Dif.  | Ex.   | Pen.  | Total  | Resultat |
| ------- | ---------------- | ----- | ----- | ----- | ------ | -------- |
| 1       | Artem Dolgopyat  | 6.400 | 8.800 | -0.10 | 15.200 | Q        |
| 2       | Fred Richard     | 6.000 | 8.600 |       | 14.600 | Q        |
| 3       | Carlos Yulo      | 6.300 | 8.400 | -0.10 | 14.600 | Q        |
| 4       | Kazuki Minami    | 6.200 | 8.366 |       | 14.566 | Q        |
| 5       | Félix Dolci      | 6.000 | 8.600 | -0.10 | 14.500 | Q        |
| 6       | Daiki Hashimoto  | 6.000 | 8.500 |       | 14.500 | Q        |
| 7       | Milad Karimi     | 6.300 | 8.300 | -0.10 | 14.500 | Q        |
| 8       | Harry Hepworth   | 6.400 | 8.200 | -0.10 | 14.500 | Q        |
| 9       | Rayderley Zapata | 6.200 | 8.266 |       | 14.466 | R1       |
| 10      | Nicola Bartolini | 5.900 | 8.500 |       | 14.400 | R2       |
| 11      | Jake Jarman      | 6.700 | 7.866 | -0.20 | 14.366 | R3       |

#### Cavall amb arcs
| Posició | Gimnasta           | Dif.  | Ex.   | Pen. | Total  | Resultat |
| ------- | ------------------ | ----- | ----- | ---- | ------ | -------- |
| 1       | Max Whitlock       | 6.800 | 8.466 |      | 15.266 | Q        |
| 2       | Khoi Young         | 6.600 | 8.466 |      | 15.066 | Q        |
| 3       | Rhys McClenaghan   | 6.400 | 8.533 |      | 14.933 | Q        |
| 4       | Ahmad Abu Al-Soud  | 6.400 | 8.500 |      | 14.900 | Q        |
| 5       | Lee Chih-kai       | 6.200 | 8.600 |      | 14.800 | Q        |
| 6       | Kenta Chiba        | 6.100 | 8.600 |      | 14.700 | Q        |
| 7       | Harutyun Merdinyan | 6.000 | 8.600 |      | 14.600 | Q        |
| 8       | Nils Dunkel        | 6.200 | 8.400 |      | 14.600 | Q        |
| 9       | Gaguik Khatxikian  | 6.500 | 8.100 |      | 14.600 | R1       |
| 10      | Loran de Munck     | 6.500 | 7.966 |      | 14.466 | R2       |
| 11      | Vedant Sawant      | 6.100 | 8.300 |      | 14.400 | R3       |

#### Anelles
| Posició | Gimnasta               | Dif.  | Ex.   | Pen. | Total  | Resultat |
| ------- | ---------------------- | ----- | ----- | ---- | ------ | -------- |
| 1       | Liu Yang               | 6.400 | 8.800 |      | 15.200 | Q        |
| 2       | Eleftherios Petrounias | 6.300 | 8.600 |      | 14.900 | Q        |
| 3       | You Hao                | 6.500 | 8.300 |      | 14.800 | Q        |
| 4       | Nikita Simonov         | 6.200 | 8.466 |      | 14.666 | Q        |
| 5       | Vinzenz Hoeck          | 6.100 | 8.500 |      | 14.600 | Q        |
| 6=      | Artur Avetisyan        | 5.900 | 8.533 |      | 14.433 | Q        |
| 6=      | Vahagn Davtyan         | 5.900 | 8.533 |      | 14.433 | Q        |
| 8       | Harry Hepworth         | 5.800 | 8.566 |      | 14.366 | Q        |
| 9       | Courtney Tulloch       | 6.200 | 8.100 |      | 14.300 | R1       |
| 10      | Kazuma Kaya            | 5.800 | 8.400 |      | 14.200 | R2       |
| 11      | Guan Yi-Lin            | 5.900 | 8.266 |      | 14.166 | R3       |

#### Salt
| Posició | Gimnasta            | Salt 1 | Salt 1 | Salt 1 | Salt 1  | Salt 2 | Salt 2 | Salt 2 | Salt 2  | Total  | Resultat |
| Posició | Gimnasta            | Dif.   | Ex.    | Pen.   | Punt. 1 | Dif.   | Ex.    | Pen.   | Punt. 2 | Total  | Resultat |
| ------- | ------------------- | ------ | ------ | ------ | ------- | ------ | ------ | ------ | ------- | ------ | -------- |
| 1       | Artur Davtyan       | 5.600  | 9.433  |        | 15.033  | 5.600  | 9.433  |        | 15.033  | 15.033 | Q        |
| 2       | Igor Radivilov      | 5.600  | 9.233  |        | 14.833  | 5.600  | 9.100  |        | 14.700  | 14.766 | Q        |
| 3       | Nazar Chepurnyi     | 5.600  | 9.366  |        | 14.966  | 5.600  | 8.900  |        | 14.500  | 14.733 | Q        |
| 4       | Harry Hepworth      | 5.600  | 8.966  | -0.10  | 14.466  | 5.600  | 9.366  |        | 14.966  | 14.716 | Q        |
| 5       | Paul Juda           | 5.600  | 9.266  |        | 14.866  | 5.200  | 9.266  |        | 14.466  | 14.583 | Q        |
| 6       | Khoi Young          | 5.600  | 9.300  | -0.10  | 14.800  | 5.400  | 8.966  |        | 14.366  | 14.583 | Q        |
| 7       | Asher Hong          | 6.000  | 8.866  | -0.10  | 14.766  | 5.200  | 9.066  |        | 14.266  | 14.516 | -        |
| 8       | Jake Jarman         | 6.000  | 8.000  |        | 14.000  | 5.600  | 9.333  |        | 14.933  | 14.466 | Q        |
| 9       | Kevin Penev         | 5.200  | 9.133  |        | 14.333  | 5.200  | 9.366  |        | 14.566  | 14.449 | Q        |
| 10      | Audrys Nin Reyes    | 5.200  | 9.033  |        | 14.233  | 5.600  | 9.000  |        | 14.600  | 14.416 | R1       |
| 11      | Abdulaziz Mirvaliev | 5.600  | 8.933  |        | 14.533  | 5.600  | 8.633  |        | 14.233  | 14.383 | R2       |
| 12      | Kazuki Minami       | 5.600  | 8.433  |        | 14.033  | 5.200  | 9.500  |        | 14.700  | 14.366 | R3       |

#### Barres paral·leles
| Posició | Gimnasta           | Dif.  | Ex.   | Pen. | Total  | Resultat |
| ------- | ------------------ | ----- | ----- | ---- | ------ | -------- |
| 1       | Lukas Dauser       | 6.600 | 8.700 |      | 15.300 | Q        |
| 2       | Illia Kovtun       | 6.700 | 8.533 |      | 15.233 | Q        |
| 3       | Kaito Sugimoto     | 6.300 | 8.866 |      | 15.166 | Q        |
| 4       | Yul Moldauer       | 6.600 | 8.366 |      | 14.966 | Q        |
| 5       | Cong Shi           | 6.300 | 8.600 |      | 14.900 | Q        |
| 6       | Asher Hong         | 6.000 | 8.833 |      | 14.833 | Q        |
| 7       | Matteo Levantesi   | 6.200 | 8.633 |      | 14.833 | Q        |
| 8       | Kazuma Kaya        | 6.300 | 8.500 |      | 14.800 | Q        |
| 9       | Oleg Verniaiev     | 6.600 | 8.200 |      | 14.800 | R1       |
| 10      | Kenta Chiba        | 6.100 | 8.600 |      | 14.700 | -        |
| 11      | Carlos Edriel Yulo | 6.200 | 8.466 |      | 14.666 | R2       |
| 12      | Frederick Richard  | 6.000 | 8.600 |      | 14.600 | -        |
| 13      | Daiki Hashimoto    | 6.100 | 8.500 |      | 14.600 | -        |
| 14      | Jake Jarman        | 5.900 | 8.666 |      | 14.566 | R3       |

#### Barra fixa
| Posició | Gimnasta        | Dif.  | Ex.   | Pen. | Total  | Resultat |
| ------- | --------------- | ----- | ----- | ---- | ------ | -------- |
| 1       | Daiki Hashimoto | 6.600 | 8.400 |      | 15.000 | Q        |
| 2       | Milad Karimi    | 6.300 | 8.300 |      | 14.600 | Q        |
| 3       | Kenta Chiba     | 5.700 | 8.800 |      | 14.500 | Q        |
| 4       | Tin Srbic       | 5.900 | 8.533 |      | 14.433 | Q        |
| 5       | Su Weide        | 6.000 | 8.300 |      | 14.300 | Q        |
| 6       | Paul Juda       | 5.400 | 8.766 |      | 14.166 | Q        |
| 7       | Kazuma Kaya     | 5.900 | 9.266 |      | 14.166 | -        |
| 8       | Felix Dolci     | 5.700 | 8.433 |      | 14.133 | Q        |
| 9       | Arthur Mariano  | 5.800 | 8.333 |      | 14.133 | Q        |
| 10      | Bart Deurloo    | 5.800 | 8.300 |      | 14.100 | R1       |
| 11      | Yumin Abbadini  | 5.900 | 8.133 |      | 14.033 | R2       |
| 12      | Jake Jarman     | 5.500 | 8.466 |      | 13.966 | R3       |

### Dones

#### Equip
| Posició | Gimnasta                    | Salt        | Barras asimètriques | Barra d'equilibri | Terra       | Total   | Resultats |
| ------- | --------------------------- | ----------- | ------------------- | ----------------- | ----------- | ------- | --------- |
| 1       | Estats Units                | 43.998 (1)  | 43.366 (2)          | 41.965 (2)        | 42.066 (1)  | 171.395 | Q         |
| 1       | Simone Biles                | 15.266      | 14.400              | 14.566            | 14.633      | 171.395 | Q         |
| 1       | Skye Blakely                |             | 14.133              | 11.866            |             | 171.395 | Q         |
| 1       | Shilese Jones               | 14.266      | 14.833              | 14.033            | 13.800      | 171.395 | Q         |
| 1       | Joscelyn Roberson           | 14.466      |                     |                   | 13.633      | 171.395 | Q         |
| 1       | Leanne Wong                 | 14.166      | 13.666              | 13.366            | 13.200      | 171.395 | Q         |
| 2       | Regne Unit                  | 42.900 (2)  | 41.332 (5)          | 40.699 (3)        | 41.199 (2)  | 166.130 | Q         |
| 2       | Ondine Achampong            | 14.300      | 12.733              | 13.433            | 12.866      | 166.130 | Q         |
| 2       | Ruby Evans                  | 13.066      |                     |                   | 13.166      | 166.130 | Q         |
| 2       | Georgia-Mae Fenton          |             | 14.033              | 13.266            |             | 166.130 | Q         |
| 2       | Jessica Gadirova            | 14.600      | 13.766              | 14.000            | 14.400      | 166.130 | Q         |
| 2       | Alice Kinsella              | 14.000      | 13.533              | 12.133            | 13.633      | 166.130 | Q         |
| 3       | R.P. de la Xina             | 39.499 (14) | 43.533 (1)          | 42.666 (1)        | 39.965 (5)  | 165.663 | Q         |
| 3       | Huang Zhuofan               |             | 14.533              |                   |             | 165.663 | Q         |
| 3       | Ou Yushan                   | 13.100      | 14.100              | 14.066            | 13.366      | 165.663 | Q         |
| 3       | Qiu Qiyuan                  | 13.133      | 14.900              | 13.800            | 12.833      | 165.663 | Q         |
| 3       | Zhang Qingying              | 13.266      | 11.066              | 14.100            | DNS         | 165.663 | Q         |
| 3       | Zhou Yaqin                  | 12.933      |                     | 14.500            | 13.766      | 165.663 | Q         |
| 4       | Brasil                      | 42.599 (3)  | 40.232 (7)          | 40.400 (4)        | 41.066 (3)  | 164.297 | Q         |
| 4       | Rebeca Andrade              | 14.900      | 13.866              | 13.800            | 14.033      | 164.297 | Q         |
| 4       | Jade Barbosa                | 13.833      | 12.766              | 12.400            | 12.833      | 164.297 | Q         |
| 4       | Lorrane Oliveira            |             | 12.033              |                   |             | 164.297 | Q         |
| 4       | Flávia Saraiva              | 13.866      | 13.600              | 13.400            | 13.833      | 164.297 | Q         |
| 4       | Júlia Soares                | 12.866      |                     | 13.200            | 13.200      | 164.297 | Q         |
| 5       | Itàlia                      | 41.599 (7)  | 40.099 (8)          | 40.266 (5)        | 40.266 (4)  | 162.230 | Q         |
| 5       | Angela Andreoli             |             | 12.666              | 13.200            |             | 162.230 | Q         |
| 5       | Arianna Belardelli          | 13.833      |                     |                   | 13.266      | 162.230 | Q         |
| 5       | Alice D'Amato               | 14.000      | 13.033              | 12.533            | 13.400      | 162.230 | Q         |
| 5       | Manila Esposito             | 13.766      | 13.666              | 13.666            | 13.600      | 162.230 | Q         |
| 5       | Elisa Iorio                 | 13.233      | 13.400              | 13.400            | 12.933      | 162.230 | Q         |
| 6       | Països Baixos               | 40.800 (9)  | 41.632 (3)          | 39.066 (10)       | 39.699 (6)  | 161.197 | Q         |
| 6       | Eythora Thorsdottir         | 13.900      | 13.266              | 12.133            | 12.900      | 161.197 | Q         |
| 6       | Vera van Pol                | 13.600      | 13.066              | 10.866            | 13.066      | 161.197 | Q         |
| 6       | Sanna Veerman               | 13.300      | 14.200              |                   | 12.333      | 161.197 | Q         |
| 6       | Naomi Visser                | 13.233      | 14.166              | 13.200            | 13.733      | 161.197 | Q         |
| 6       | Sanne Wevers                |             |                     | 13.733            |             | 161.197 | Q         |
| 7       | França                      | 42.132 (4)  | 40.899 (6)          | 39.166 (9)        | 38.733 (9)  | 160.930 | Q         |
| 7       | Marine Boyer                | 13.366      | 12.700              | 13.400            | 12.000      | 160.930 | Q         |
| 7       | Lorette Charpy              |             | 14.133              | 12.400            |             | 160.930 | Q         |
| 7       | Mélanie de Jesus dos Santos | 14.366      | 14.066              | 12.733            | 13.300      | 160.930 | Q         |
| 7       | Coline Devillard            | 14.400      |                     |                   | 11.900      | 160.930 | Q         |
| 7       | Morgane Osyssek-Reimer      | 13.333      | 12.033              | 13.033            | 13.433      | 160.930 | Q         |
| 8       | Japó                        | 41.600 (6)  | 38.465 (15)         | 39.866 (6)        | 38.566 (11) | 158.497 | Q         |
| 8       | Urara Ashikawa              |             |                     | 14.000            |             | 158.497 | Q         |
| 8       | Kokoro Fukasawa             | 13.466      | 12.033              |                   | 12.633      | 158.497 | Q         |
| 8       | Hatakeda Chiaki             | 13.500      | 12.933              | 13.166            | 12.600      | 158.497 | Q         |
| 8       | Kishi Rina                  | 14.000      | 12.166              | 12.700            | 13.333      | 158.497 | Q         |
| 8       | Shoko Miyata                | 14.100      | 13.366              | 11.900            | 12.366      | 158.497 | Q         |
| 9       | Austràlia                   | 38.899 (23) | 41.399 (4)          | 39.333 (8)        | 38.265 (13) | 157.896 | R1        |
| 9       | Georgia Godwin              | 13.633      | 13.666              | 13.133            | 12.766      | 157.896 | R1        |
| 9       | Kate McDonald               |             | 13.900              | 12.066            |             | 157.896 | R1        |
| 9       | Ruby Pass                   | 11.900      | 13.833              | 12.600            | 12.733      | 157.896 | R1        |
| 9       | Breanna Scott               | 13.100      |                     | 13.600            | 12.633      | 157.896 | R1        |
| 9       | Emily Whitehead             | 12.166      | 12.800              |                   | 12.766      | 157.896 | R1        |
| 10      | Romania                     | 40.099 (12) | 39.132 (12)         | 38.965 (11)       | 39.599 (7)  | 157.795 | R2        |
| 10      | Ana Bărbosu                 | 13.500      | 13.366              | 12.866            | 13.200      | 157.795 | R2        |
| 10      | Lilia Cosman                | 13.633      | 13.033              |                   | 12.733      | 157.795 | R2        |
| 10      | Amalia Ghigoarta            |             | 12.600              | 12.433            |             | 157.795 | R2        |
| 10      | Sabrina Voinea              | DNS         |                     | 13.666            | 13.666      | 157.795 | R2        |
| 10      | Andreea Preda               | 12.966      | 12.733              | 11.966            | 12.300      | 157.795 | R2        |
| 11      | Corea del Sud               | 41.533 (8)  | 39.899 (10)         | 37.632 (14)       | 38.233 (14) | 157.297 | R3        |
| 11      | Eom Do-hyun                 |             | 13.133              | 11.733            |             | 157.297 | R3        |
| 11      | Lee Yun-seo                 | 13.300      | 13.633              | 12.766            | 13.000      | 157.297 | R3        |
| 11      | Lee Da-yeong                | 13.266      | 13.133              |                   | 12.533      | 157.297 | R3        |
| 11      | Shin Sol-yi                 | 13.500      | 12.800              | 11.800            | 12.500      | 157.297 | R3        |
| 11      | Yeo Seo-jeong               | 14.733      |                     | 13.066            | 12.700      | 157.297 | R3        |
| 12      | Canadà                      | 40.665 (11) | 40.066 (9)          | 37.699 (13)       | 38.799 (8)  | 157.229 | R4        |
| 12      | Ellie Black                 | 13.966      | 14.133              | 13.566            | 13.400      | 157.229 | R4        |
| 12      | Cassie Lee                  | 13.100      |                     | 9.700             | 12.666      | 157.229 | R4        |
| 12      | Ava Stewart                 | 13.466      | 12.800              |                   | 12.733      | 157.229 | R4        |
| 12      | Aurélie Tran                | 13.233      | 13.133              | 11.933            | 12.600      | 157.229 | R4        |
| 12      | Rose-Kaying Woo             |             | 12.166              | 12.200            |             | 157.229 | R4        |

#### Concurs complet individual
| Posició | Gimnasta                    | Salt   | Barras asimètriques | Barra d'equilibri | Terra  | Total  | Resultats |
| ------- | --------------------------- | ------ | ------------------- | ----------------- | ------ | ------ | --------- |
| 1       | Simone Biles                | 15.266 | 14.400              | 14.566            | 14.633 | 58.865 | Q         |
| 2       | Shilese Jones               | 14.266 | 14.833              | 14.033            | 13.800 | 56.932 | Q         |
| 3       | Jessica Gadirova            | 14.600 | 13.766              | 14.000            | 14.400 | 56.766 | Q         |
| 4       | Rebeca Andrade              | 14.900 | 13.866              | 13.800            | 14.033 | 56.599 | Q         |
| 5       | Ellie Black                 | 13.966 | 14.133              | 13.566            | 13.400 | 55.065 | Q         |
| 6       | Flávia Saraiva              | 13.866 | 13.600              | 13.400            | 13.833 | 54.699 | Q         |
| 7       | Manila Esposito             | 13.766 | 13.666              | 13.666            | 13.600 | 54.698 | Q         |
| 8       | Qiu Qiyuan                  | 13.133 | 14.900              | 13.800            | 12.833 | 54.666 | Q         |
| 9       | Ou Yushan                   | 13.100 | 14.100              | 14.066            | 13.366 | 54.632 | Q         |
| 10      | Mélanie de Jesus dos Santos | 14.366 | 14.066              | 12.733            | 13.300 | 54.465 | Q         |
| 11      | Leanne Wong                 | 14.166 | 13.666              | 13.366            | 13.200 | 54.398 | –         |
| 12      | Naomi Visser                | 13.233 | 14.166              | 13.200            | 13.733 | 54.332 | Q         |
| 13      | Kaylia Nemour               | 13.000 | 14.733              | 13.266            | 12.700 | 53.699 | Q         |
| 14      | Ondine Achampong            | 14.300 | 12.733              | 13.433            | 12.866 | 53.332 | Q         |
| 15      | Alice Kinsella              | 14.000 | 13.533              | 12.133            | 13.633 | 53.299 | –         |
| 16      | Georgia Godwin              | 13.633 | 13.666              | 13.133            | 12.766 | 53.198 | Q         |
| 17      | Alice D'Amato               | 14.000 | 13.033              | 12.533            | 13.400 | 52.966 | Q         |
| 18      | Elisa Iorio                 | 13.233 | 13.400              | 13.400            | 12.933 | 52.966 | –         |
| 19      | Ana Bărbosu                 | 13.500 | 13.366              | 12.866            | 13.200 | 52.932 | Q         |
| 20      | Pauline Schäfer             | 12.966 | 12.966              | 14.066            | 12.733 | 52.731 | Q         |
| 21      | Lee Yun-seo                 | 13.300 | 13.633              | 12.766            | 13.000 | 52.699 | Q         |
| 22      | Alexa Moreno                | 14.566 | 12.466              | 12.266            | 13.033 | 52.331 | Q         |
| 23      | Sarah Voss                  | 13.433 | 12.733              | 12.866            | 13.200 | 52.232 | Q         |
| 24      | Eythora Thorsdottir         | 13.900 | 13.266              | 12.133            | 12.900 | 52.199 | Q         |
| 25      | Kishi Rina                  | 14.000 | 12.166              | 12.700            | 13.333 | 52.199 | Q         |
| 26      | Hatakeda Chiaki             | 13.500 | 12.933              | 13.166            | 12.600 | 52.199 | Q         |
| 27      | Filipa Martins              | 13.166 | 13.333              | 12.633            | 12.833 | 51.965 | Q         |
| 28      | Morgane Osyssek-Reimer      | 13.333 | 12.033              | 13.033            | 13.433 | 51.832 | R1        |
| 29      | Jade Barbosa                | 13.833 | 12.766              | 12.400            | 12.833 | 51.832 | –         |
| 30      | Shoko Miyata                | 14.100 | 13.366              | 11.900            | 12.366 | 51.732 | –         |
| 31      | Marine Boyer                | 13.366 | 12.700              | 13.400            | 12.000 | 51.466 | –         |
| 32      | Aleah Finnegan              | 13.400 | 12.433              | 12.700            | 12.833 | 51.366 | R2        |
| 33      | Bettina Lili Czifra         | 13.633 | 12.733              | 12.866            | 12.133 | 51.365 | R3        |
| 34      | Zója Székely                | 13.033 | 13.866              | 12.166            | 12.200 | 51.265 | R4        |

#### Salt
| Posició | Gimnasta          | Salt 1 | Salt 1 | Salt 1 | Salt 1  | Salt 2 | Salt 2 | Salt 2 | Salt 2  | Total  | Resultat |
| Posició | Gimnasta          | Dif.   | Ex.    | Pen.   | Punt. 1 | Dif.   | Ex.    | Pen.   | Punt. 2 | Total  | Resultat |
| ------- | ----------------- | ------ | ------ | ------ | ------- | ------ | ------ | ------ | ------- | ------ | -------- |
| 1       | Simone Biles      | 6.400  | 9.366  | -0.50  | 15.266  | 5.600  | 9.033  |        | 14.633  | 14.949 | Q        |
| 2       | Rebeca Andrade    | 5.600  | 9.300  |        | 14.900  | 5.000  | 9.366  |        | 14.366  | 14.633 | Q        |
| 3       | Yeo Seo-jeong     | 5.400  | 9.333  |        | 14.733  | 5.000  | 9.300  |        | 14.300  | 14.516 | Q        |
| 4       | Jessica Gadirova  | 5.600  | 9.100  | -0.10  | 14.600  | 5.000  | 9.233  |        | 14.233  | 14.416 | Q        |
| 5       | Alexa Moreno      | 5.400  | 9.166  |        | 14.566  | 5.200  | 8.833  | -0.30  | 13.733  | 14.149 | Q        |
| 6       | Joscelyn Roberson | 5.600  | 8.866  |        | 14.466  | 5.000  | 8.733  | -0.10  | 13.633  | 14.049 | Q        |
| 7       | Shoko Miyata      | 5.000  | 9.100  |        | 14.100  | 4.800  | 8.900  |        | 13.700  | 13.900 | Q        |
| 8       | Coline Devillard  | 5.400  | 9.000  |        | 14.400  | 4.200  | 8.966  |        | 13.166  | 13.783 | Q        |
| 9       | Ellie Black       | 5.000  | 8.966  |        | 13.966  | 4.800  | 8.766  |        | 13.566  | 13.766 | R1       |
| 10      | Leanne Wong       | 5.000  | 9.166  |        | 14.166  | 4.200  | 8.900  |        | 13.100  | 13.633 | –        |
| 11      | Csenge Bácskay    | 5.000  | 8.800  |        | 13.800  | 4.400  | 8.800  |        | 13.200  | 13.500 | R2       |
| 12      | Ahtziri Sandoval  | 5.200  | 8.733  |        | 13.933  | 4.000  | 8.666  |        | 12.666  | 13.299 | R3       |

#### Barres asimètriques
| Posició | Gimnasta                    | Dif.  | Ex.   | Pen. | Total  | Resultat |
| ------- | --------------------------- | ----- | ----- | ---- | ------ | -------- |
| 1       | Qiu Qiyuan                  | 6.500 | 8.400 |      | 14.900 | Q        |
| 2       | Shilese Jones               | 6.400 | 8.433 |      | 14.833 | Q        |
| 3       | Kaylia Nemour               | 6.800 | 7.933 |      | 14.733 | Q        |
| 4       | Huang Zhuofan               | 6.500 | 8.033 |      | 14.533 | Q        |
| 5       | Simone Biles                | 6.000 | 8.400 |      | 14.400 | Q        |
| 6       | Sanna Veerman               | 6.300 | 7.900 |      | 14.200 | Q        |
| 7       | Naomi Visser                | 6.000 | 8.166 |      | 14.166 | Q        |
| 8       | Skye Blakely                | 5.900 | 8.233 |      | 14.133 | –        |
| 9       | Ellie Black                 | 6.000 | 8.133 |      | 14.133 | Q        |
| 9       | Lorette Charpy              | 6.000 | 8.133 |      | 14.133 | Q        |
| 11      | Ou Yushan                   | 5.800 | 8.300 |      | 14.100 | –        |
| 12      | Mélanie de Jesus dos Santos | 6.100 | 7.966 |      | 14.066 | R1       |
| 13      | Georgia-Mae Fenton          | 6.000 | 8.033 |      | 14.033 | R2       |
| 14      | Kate McDonald               | 5.700 | 8.200 |      | 13.900 | R3       |

#### Barra d'equilibri
| Posició | Gimnasta         | Dif.  | Ex.   | Pen. | Total  | Resultat |
| ------- | ---------------- | ----- | ----- | ---- | ------ | -------- |
| 1       | Simone Biles     | 6.300 | 8.266 |      | 14.566 | Q        |
| 2       | Zhou Yaqin       | 6.400 | 8.100 |      | 14.500 | Q        |
| 3       | Zhang Qingying   | 6.300 | 7.800 |      | 14.100 | Q        |
| 4       | Pauline Schäfer  | 5.800 | 8.266 |      | 14.066 | Q        |
| 5       | Ou Yushan        | 6.300 | 7.766 |      | 14.066 | –        |
| 6       | Shilese Jones    | 5.900 | 8.133 |      | 14.033 | Q        |
| 7       | Jessica Gadirova | 5.800 | 8.200 |      | 14.000 | Q        |
| 8       | Urara Ashikawa   | 5.900 | 8.100 |      | 14.000 | Q        |
| 9       | Rebeca Andrade   | 5.900 | 7.900 |      | 13.800 | Q        |
| 10      | Qiu Qiyuan       | 6.200 | 7.600 |      | 13.800 | –        |
| 11      | Sanne Wevers     | 5.300 | 8.433 |      | 13.733 | R1       |
| 12      | Manila Esposito  | 5.500 | 8.166 |      | 13.666 | R2       |
| 13      | Sabrina Voinea   | 6.200 | 7.466 |      | 13.666 | R3       |

#### Exercici de terra
| Posició | Gimnasta               | Dif.  | Ex.   | Pen.  | Total  | Resultat |
| ------- | ---------------------- | ----- | ----- | ----- | ------ | -------- |
| 1       | Simone Biles           | 6.700 | 7.933 |       | 14.633 | Q        |
| 2       | Jessica Gadirova       | 6.200 | 8.200 |       | 14.400 | Q        |
| 3       | Rebeca Andrade         | 6.100 | 7.933 |       | 14.033 | Q        |
| 4       | Flávia Saraiva         | 5.700 | 8.133 |       | 13.833 | Q        |
| 5       | Shilese Jones          | 5.700 | 8.100 |       | 13.800 | Q        |
| 6       | Zhou Yaqin             | 5.600 | 8.166 |       | 13.766 | Q        |
| 7       | Naomi Visser           | 5.800 | 7.933 |       | 13.733 | Q        |
| 8       | Sabrina Voinea         | 6.000 | 7.666 |       | 13.666 | Q        |
| 9       | Alice Kinsella         | 5.600 | 8.033 |       | 13.633 | R1       |
| 10      | Joscelyn Roberson      | 6.200 | 7.433 |       | 13.633 | –        |
| 11      | Manila Esposito        | 5.600 | 8.100 | -0.10 | 13.600 | R2       |
| 12      | Morgane Osyssek-Reimer | 5.500 | 7.933 | –0.3  | 13.433 | R3       |

## Participants
- Algèria
- Argentina
- Armènia
- Austràlia
- Àustria
- Barbados
- Bèlgica
- Brasil
- Bulgària
- Canadà
- Illes Caiman
- Xile
- R.P. de la Xina
- Xina Taipei
- Colòmbia
- Croàcia
- Cuba
- Xipre
- Txèquia
- Dinamarca
- República Dominicana
- Equador
- Egipte
- Finlàndia
- França
- Alemanya
- Regne Unit
- Grècia
- Haití
- Hongria
- Islàndia
- Indonèsia
- Irlanda
- Israel
- Itàlia
- Japó
- Kazakhstan
- Letònia
- Lituània
- Luxemburg
- Malàisia
- Malta
- Mèxic
- Mònaco
- Mongòlia
- Marroc
- Països Baixos
- Nova Zelanda
- Noruega
- Panamà
- Perú
- Filipines
- Portugal
- Puerto Rico
- Romania
- San Marino
- Sèrbia
- Singapur
- Eslovàquia
- Eslovènia
- Sud-àfrica
- Corea del Sud
- Espanya
- Sri Lanka
- Suècia
- Suïssa
- Turquia
- Ucraïna
- Estats Units
- Uzbekistan
- Vietnam